# Équipe de Tchéquie de football
Cet article traite de l'équipe masculine. Pour l'équipe féminine, voir Équipe de Tchéquie féminine de football.
Maillots
Actualités
L'équipe de Tchéquie de football (Česká fotbalová reprezentace) est l'équipe nationale qui représente la Tchéquie lors des compétitions internationales masculines de football, sous l'égide de la Fédération tchèque de football. Elle consiste en une sélection des meilleurs joueurs tchèques.
Elle apparaît à la suite de l'éclatement de la Tchécoslovaquie en 1993, en même temps que l'équipe de Slovaquie. La Fédération tchèque de football se porte alors cessionnaire de la Fédération tchécoslovaque de football. Elle hérite ainsi, en accord avec les parties concernées, du siège de membre de l'ancienne fédération à la FIFA et à l'UEFA, ce qui fait de la sélection tchèque l'héritière principale de la sélection tchécoslovaque.
Finaliste de l'Euro 1996, la sélection tchèque occupe en avril 2025 la 39e place du classement mondial de la FIFA.

## Histoire

### Le football en Bohême puis en Tchécoslovaquie
Au XIXe siècle, la région qui correspond à l’actuelle Tchéquie était connue sous le nom de Bohême, ou Bohême-Moravie : il s’agissait d’une province de l’empire austro-hongrois. Dans les années 1890 et 1900, le football commence à arriver en Europe centrale, touchant notamment l'Autriche-Hongrie. Néanmoins, au niveau sportif, la Bohême a acquis une certaine autonomie : la Fédération bohémo-morave de football (Českomoravský fotbalový svaz) est fondée en 1901, et est affiliée à la FIFA en 1907, une équipe de Bohême et Moravie est mise en place, dans les alentours de Prague, elle joue, entre 1903 et 1908, sept matches amicaux, contre la Hongrie et l'Angleterre.
Après la Première Guerre mondiale, la Bohême est intégrée à la nouvelle Tchécoslovaquie, qui joua son premier match en 1920, au cours des Jeux olympiques. Dans les années 1920, le football tchécoslovaque se développe, notamment plus du côté tchèque, les premiers clubs professionnels du pays sont tchèques, et les clubs les plus redoutés de l'époque sont à Prague. Les premières Coupes du monde généralisent l'engouement populaire de la sélection tchécoslovaque, avec une moyenne de 30 000 spectateurs, et un retour en héros pour les joueurs, majoritairement tchèques, après la finale perdue de 1934.
Durant la Seconde Guerre mondiale, le pays est occupé, puis démantelé par les Allemands, qui annexent les Sudètes, acceptent la création d’un État slovaque (théoriquement) indépendant, et instituent un Protectorat de Bohême-Moravie. Cet État fantoche possédait sa propre équipe de football, laquelle ne se produisit que trois fois, en 1939.
La Tchécoslovaquie est reconstituée après la Seconde Guerre mondiale, et retrouve son statut de nation majeure du football européen et mondial à partir des années 1950. La Tchécoslovaquie, désormais démocratie populaire est une nouvelle fois finaliste de la Coupe du monde de football en 1962 et remporte le titre de champion d'Europe de football en 1976 aux dépens la RFA. Le jeu tchécoslovaque avait la réputation d'être solide et construit. Bien que les clubs ne fussent pas toujours réellement pris au sérieux, la sélection nationale était elle redoutable et redoutée.

### Les débuts de la Tchéquie (1994-1996)
L'équipe de Tchéquie et l'équipe de Slovaquie, issues de l'éclatement de la Tchécoslovaquie en 1993, succèdent à l'équipe de Tchécoslovaquie. Bien que la Tchécoslovaquie cesse d’exister en tant qu'état fédéral dès le 1er janvier 1993, l’équipe nationale tchécoslovaque, en sursis, est maintenue jusqu'en novembre 1993, au terme de la compétition en cours dans laquelle elle était engagée : elle avait en effet déjà commencé les éliminatoires de la Coupe du monde de football 1994. La sélection tchéco-slovaque qui s'aligne en tant que « Représentant du football  tchéco-slovaque » (Československá fotbalová reprezentace) à partir de janvier 1993, terminera troisième du groupe, une place éliminant du mondial 1994 feu la Tchécoslovaquie ainsi que les joueurs tchèques figurant dans la sélection.
La Tchéquie indépendante dispute son premier match face à la Turquie à Istanbul le 23 février 1994, l'équipe dirigée Dušan Uhrin s'impose sur le score de 4 buts à 1,. Malgré des débuts réussis les Tchèques peinent à confirmer, la Suisse infligeant à l’équipe de Tchéquie, le 20 avril 1994, une lourde défaite sur le score de 3 buts à 0, l'une des plus larges de l'histoire de la sélection tchèque. Les Tchèques jouent leur première rencontre internationale à domicile le 25 mai 1994 contre la Lituanie au stade Bazaly d'Ostrava et s'imposent au terme d'un match prolifique remporté (5-3).
Le tirage au sort des éliminatoires du Championnat d'Europe 1996 a lieu le 22 janvier 1994. La Tchéquie est placée dans le groupe 5, avec comme principaux adversaires les Pays-Bas et la Norvège ainsi que d'autres plus modestes comme la Biélorussie mais aussi Malte et le Luxembourg. Les Tchèques lancent idéalement leur campagne par un succès (6-1) contre Malte à domicile, les joueurs de Dušan Uhrin enchainent par la suite deux matchs nuls à l'extérieur face à Malte et aux Pays-Bas. La Tchéquie enchaîne deux succès de rang, le premier au stade Bazaly d'Ostrava contre la Biélorussie (4-2) puis contre les Pays-Bas (3-1),. Malgré deux résultats négatifs au cours de l'été, une défaite au Luxembourg puis un match nul en Norvège, les Tchèques terminent leur campagne de qualification sur trois victoires consécutives, contre la Norvège (2-0), en Biélorussie (2-0) et contre le Luxembourg (3-0). Avec un total de 21 points, les Tchèques finissent premier de leur groupe devant les Pays-Bas, décrochant ainsi le billet directement qualificatif pour l'Euro 1996.

### L'âge d'or du football tchèque (1996-2006)
Les Tchèques disputent au début de l'été Championnat d'Europe des Nations 1996 organisée en Angleterre. Lors tirage au sort effectué le 17 décembre 1995 à Birmingham, l'équipe tchèque est placée dans le relevé groupe C avec l'Allemagne, l'Italie et la Russie. Les Tchèques débutent par une défaite (2-0) face à l'Allemagne à Old Trafford. Lors de la seconde journée les Tchèques rencontrent les vice-champions du monde italiens à Anfield et ouvrent rapidement le score par Pavel Nedvěd. Après l'égalisation italienne, Radek Bejbl redonne l'avantage aux Tchèques avant la pause pour un succès final (2-1). La Tchéquie affronte la Russie en troisième journée et mène de deux buts dès la 20e minute de jeu grâce à Pavel Kuka et Jan Suchopárek. Les Russes reviennent dans le match et prennent l'avantage à cinq minutes du terme avant que Vladimír Šmicer arrache le match nul (3-3). Le score de l'autre match (nul entre Allemands et Italiens) lui étant favorable, la Tchéquie se retrouve à égalité de points avec l'Italie et se qualifie grâce à sa victoire sur cette dernière. En quart de finale, la Tchéquie s'impose (1-0) contre le Portugal au Villa Park de Birmingham grâce à un lob de Karel Poborský sur Vítor Baía,. La Tchéquie retrouve la France en demi-finale. Les deux équipes ne parviennent pas à marquer au cours des 120 minutes de jeu, c'est donc la séance de tirs au but qui décide de la qualification. Le portier tchèque Petr Kouba détourne la tentative de Reynald Pedros puis Miroslav Kadlec réussit sa tentative et envoie les Tchèques en finale (6-5). La Tchéquie retrouve l'Allemagne à Wembley pour le match du titre. Les Tchèques ouvrent le score par Patrik Berger à la 59e minute mais le remplaçant Oliver Bierhoff permet aux Allemands de revenir au score avant d'inscrire le but en or donnant le titre à l'Allemagne. La Tchéquie s'incline (2-1) en finale, obtenant néanmoins un excellent résultat pour sa première participation.
Après sa superbe prestation à l’Euro 1996, la Tchéquie prend part aux éliminatoires Mondial 1998 et se retrouve dans le groupe 6 de la zone UEFA avec comme principaux adversaires l'Espagne et la Serbie-et-Monténégro, mais également la Slovaquie l'ancien partenaire au sein de la Tchécoslovaquie, ainsi que deux adversaires plus faibles que sont Malte et les îles Féroé. Les Tchèques sont éliminés, terminant à la troisième place à égalité avec la Slovaquie et derrière l'Espagne et la Serbie-et-Monténégro.
La Tchéquie fait partie du groupe 9 lors des éliminatoires de l'Euro 2000 avec la Bosnie-Herzégovine, l'Écosse, l'Estonie, la Lituanie et les îles Féroé. Les Tchèques terminent en tête de leur groupe en remportant l'ensemble de leurs rencontres et se qualifient pour la phase finale de l'Euro 2000. Lors du tirage au sort de la phase finale la Tchéquie est placée dans le groupe 4 avec les Pays-Bas, le Danemark et la France. La Tchéquie débute le 11 juin 2000 à l'Amsterdam ArenA face à la nation hôte les Pays-Bas, et s’incline sur un penalty de Frank de Boer à la 89e minute. Lors du second match face à la France, elle est à nouveau battue (2-1), malgré l'égalisation de Karel Poborský à la 35e minute sur penalty, Youri Djorkaeff redonnant ensuite l'avantage à la France. La Tchéquie est éliminée avant la dernière journée, mais parvient à sauver l'honneur contre le Danemark, grâce à un doublé de Vladimír Šmicer (2 buts à 0).

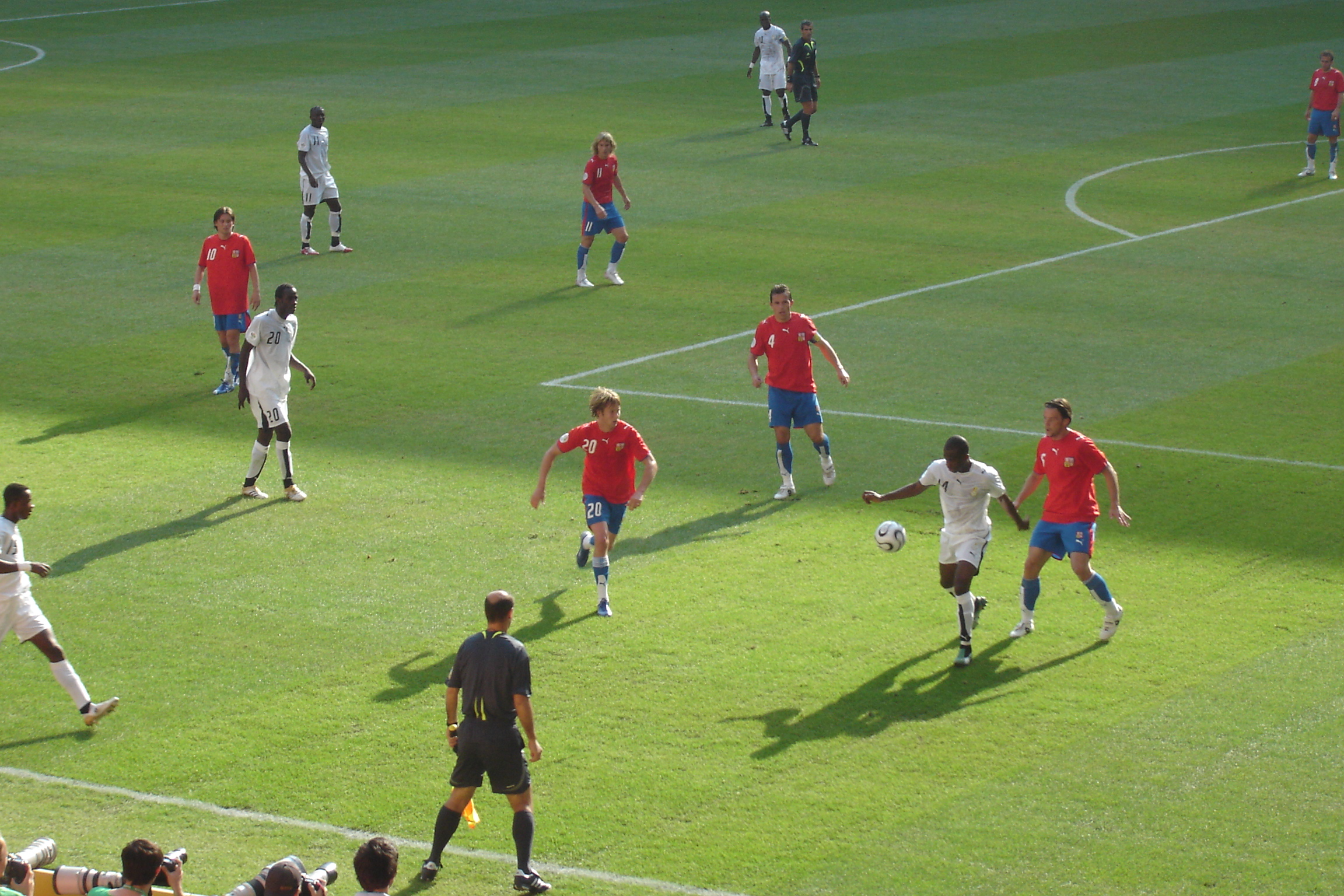
La sélection lors de la Coupe du monde 2006.

Lors des éliminatoires de la Coupe du monde 2002 disputée en Corée du Sud et au Japon, la Tchéquie fait partie d'un groupe de six équipes avec le Bulgarie, le Danemark, l'Irlande du Nord, l'Islande et Malte. Elle débute bien la compétition avec un court succès en Bulgarie suivi d'une large victoire contre l'Islande à domicile. Après un match nul concédé à Malte (0-0), les joueurs de Jozef Chovanec s'imposent de peu en Irlande du Nord avant de marquer le pas dans la double confrontation contre le Danemark (match nul à Prague suivi d'un revers 2-1 à Copenhague). Les Tchèques se reprennent quatre jours plus tard en disposant des Nord-Irlandais. Dans la dernière ligne droite la Tchéquie s'incline en Islande, mais les deux succès finaux à domicile contre Malte et la Bulgarie sur un score fleuve (6-0), lui permettent de rester en course pour la qualification en décrochant la deuxième place du groupe derrière le Danemark,. En barrage, la Tchéquie se fait sortir par la Belgique, en perdant à l'aller à Bruxelles comme au retour sur le même score (0-1). Malgré une bonne place au classement Fifa, la Tchéquie fait partie au même titre que les Pays-Bas ou la Colombie des grands absents de la Coupe du monde 2002.

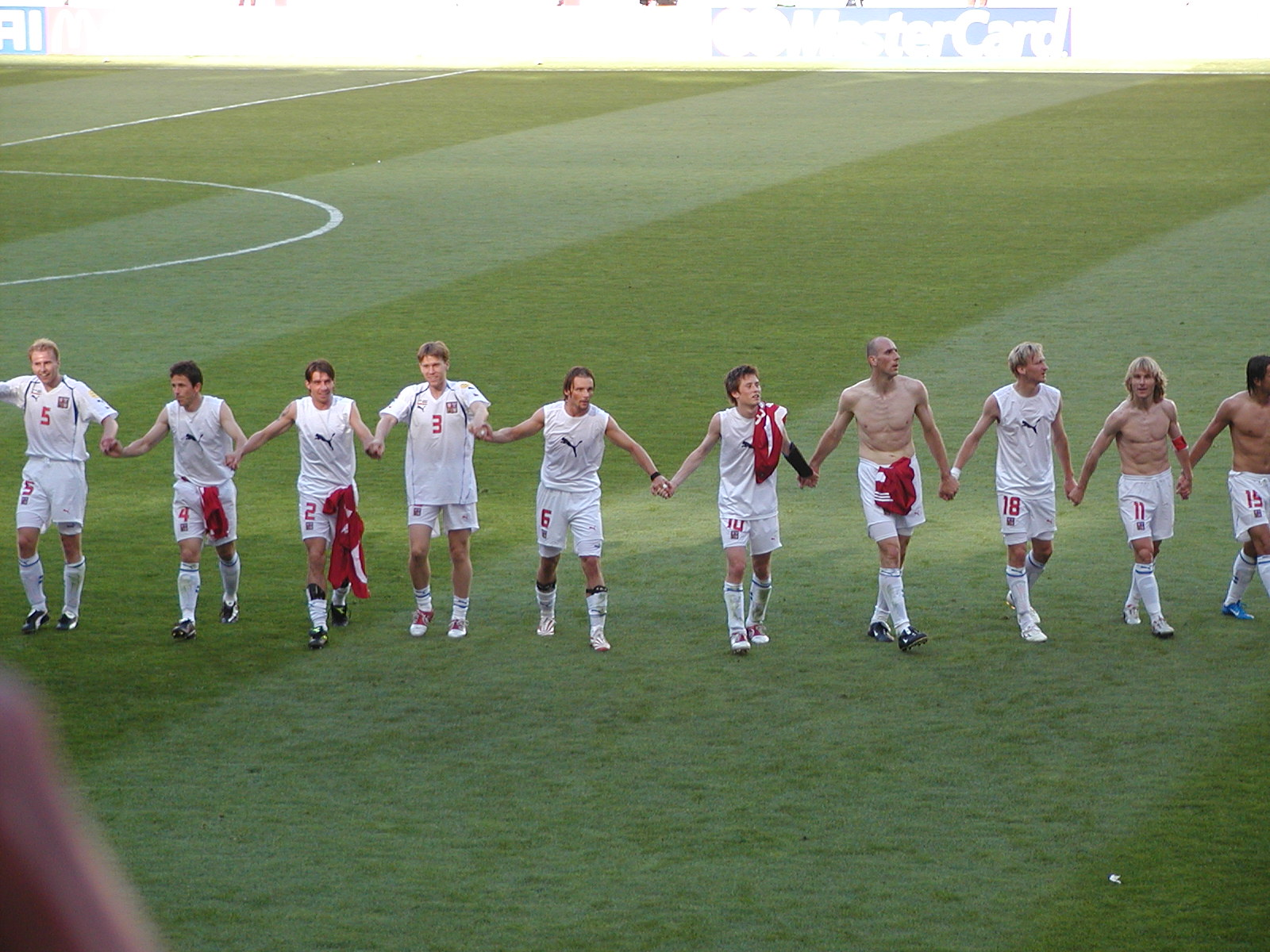
La sélection lors de l'Euro 2004.

Les Tchèques sont placés dans le groupe 3 des éliminatoires de l'Euro 2004 avec comme principal adversaire les Pays-Bas mais également, l'Autriche, la Biélorussie et la Moldavie. La Tchéquie débute par deux succès, le premier en Moldavie puis à domicile contre la Biélorussie sur le même score. Après un match nul contre les Pays-Bas (1-1) elle termine sa campagne de qualification en remportant leurs cinq dernières rencontres. Les Tchèques finissent en tête du groupe devant les Pays-Bas en ne laissant en route que deux points.
Le tirage au sort de la phase finale de l'Euro place la Tchéquie dans le groupe D avec l'Allemagne, la Lettonie et les Pays-Bas. Les Tchèques font leur entrée dans la compétition contre la Lettonie, les Tchèques sont menés à la mi-temps à la suite de l’ouverture du score de Maris Verpakovskis dans les arrêts de jeu, les Tchèques égalisent par Milan Baroš à la 73e avant que Marek Heinz ne donne la victoire aux Tchèques dans les dernières minutes. Lors du second match, les Tchèques affrontent les Néerlandais, rapidement mené de deux buts, les Tchèques réduisent l'écart par Jan Koller en première période, en seconde mi-temps, Milan Baroš égalise avant que Vladimír Šmicer n'offre la victoire (3-2) au Tchèques à deux minutes de la fin du temps réglementaire. Lors de l'ultime match de poule, Tchèques et Allemands s'affrontent, menée une nouvelle fois au score en début de première mi-temps, les Tchèques reviennent de nouveau, par Marek Heinz à la demi-heure de jeu, avant que Milan Baroš n'offre aux Tchèques le succès dans le dernier quart d'heure, les Tchèques terminent premier de leur groupe avec trois succès en trois matchs. En quarts de finale, les Tchèques jouent le Danemark, l'ouverture du score de Jan Koller en début de seconde période suivi d'un doublé de Milan Baroš offre au Tchèques un confortable succès (3-0). En demi-finale, les favoris tchèques rencontrent la surprise grecque, à égalité au terme du temps réglementaire, les deux sélections prennent part à la prolongation, le but en argent de Traïanós Déllas élimine les Tchèques (0-1),.
Lors des éliminatoires de la Coupe du monde 2006, la Tchéquie fait partie d'un groupe composé de six autres sélections, l'adversaire principal est une nouvelle fois les Pays-Bas, les autres pays sont Andorre, l'Arménie, la Finlande, la Macédoine et la Roumanie. Les Tchèques débutent par un revers à l’extérieur contre les Pays-Bas, ils enchainent néanmoins par sept succès consécutifs, notamment contre Andorre 8 buts à 1, le 4 juin 2005, un des plus larges succès de la Tchéquie. À quatre journées de la fin, les Tchèques s’inclinent contre leur poursuivant roumain, avant de l'emporter contre l'Arménie à domicile, lors des deux dernières journée, les Tchèques subissent une troisième défaite, la seconde contre les Pays-Bas avant de s'imposer lors de l'ultime journée en Finlande, les Tchèques prennent la seconde place derrière les Pays-Bas se qualifiant pour les barrages. Lors des barrages disputés contre la Norvège, l'ancien capitaine et ballon d'or Pavel Nedvěd fait son retour sous le maillot tchèque. Les Tchèques s'imposent à l'aller à l'Ullevaal Stadion d'Oslo (1-0) grâce à Vladimír Šmicer, au match retour les Tchèques s’imposent de nouveau (1-0) se qualifiant pour leur première Coupe du monde.
La Tchéquie est placée dans le relevé Groupe E avec l’Italie, les États-Unis et le Ghana, en tant que seconde nation au classement Fifa la Tchéquie fait partie des principaux outsider. Les Tchèques débutent à la Veltins-Arena de Gelsenkirchen contre les États-Unis, les Tchèques ouvrent le score en tout début de match par leur attaquant Jan Koller, par la suite Tomáš Rosický inscrit un doublé, les Tchèques avec ce large succès (3-0), prennent la tête du Groupe E. Cinq jours plus tard, les Tchèques affrontent le Ghana au RheinEnergieStadion de Cologne, les Tchèques s’inclinent une première fois au tout début de match sur un but d’Asamoah Gyan, en fin de match Sulley Muntari augmente l'écart pour le Ghana, les Tchèques finissent par s’incliner (0-2),. Le dernier match disputé à  Hambourg contre l'Italie est décisif pour la qualification en huitième de finale, les Tchèques concèdent l'ouverture du score de Marco Materazzi peu avant la demi-heure de jeu, dans les arrêts de jeu de la première période le milieu défensif Jan Polák est expulsé pour un second avertissement, Filippo Inzaghi creuse l'écart dans les ultimes minutes, avec cette nouvelle défaite (0-2) les Tchèques qui devaient impérativement l'emporter pour se qualifier terminer troisième de leur groupe derrière l’Italie et le Ghana,.

### Alternance de qualifications et d'échecs en éliminatoires (depuis 2007)

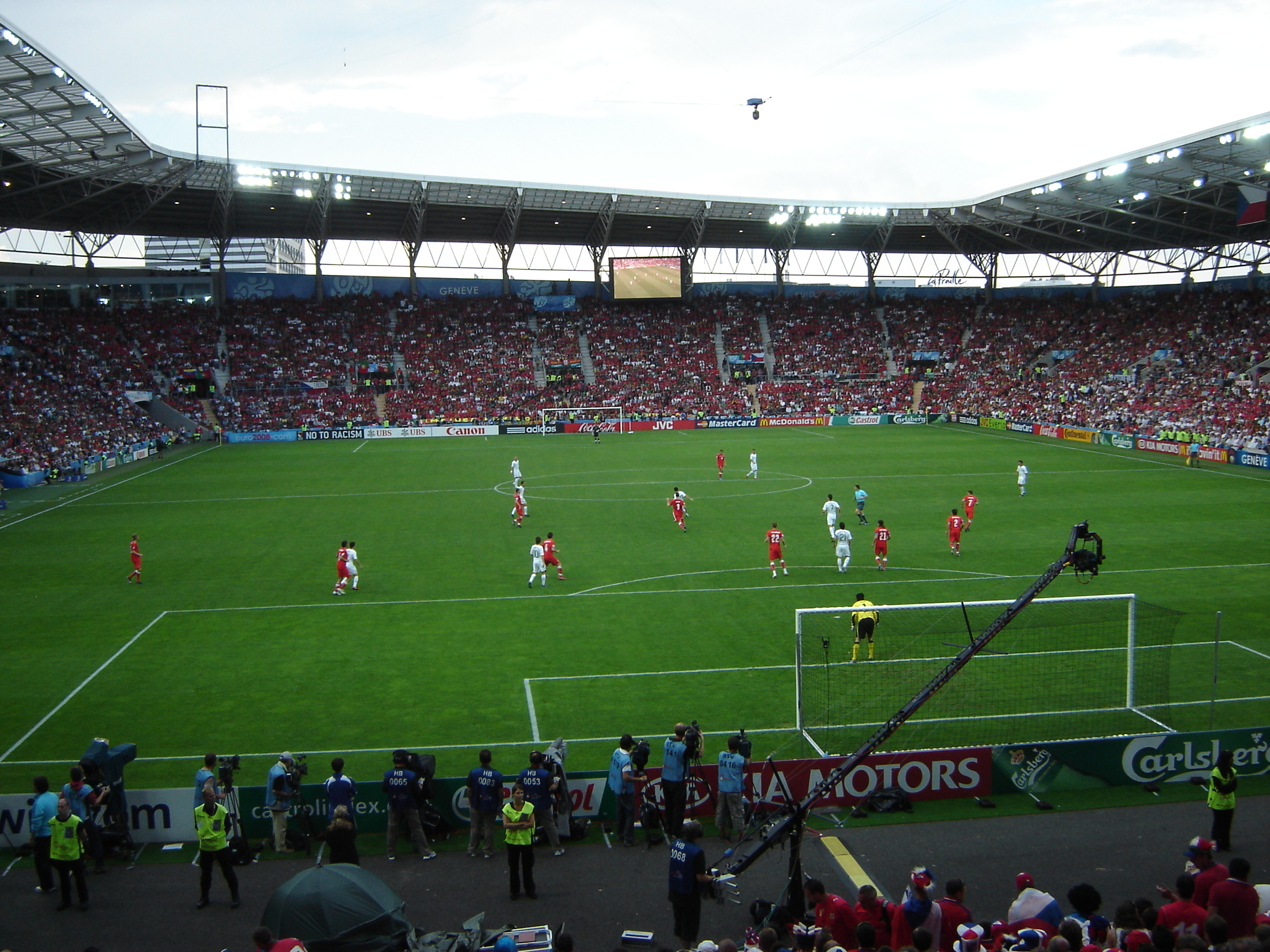
La Tchéquie lors de l’Euro 2008.

Placée dans le pot 1 lors du tirage au sort des éliminatoires de l'Euro 2008, la Tchéquie est placée dans le Groupe D avec l'Allemagne, la Slovaquie, la république d'Irlande, le Pays de Galles, Chypre, et Saint-Marin. Les débuts dans cette campagne de qualification sont idéaux, après un premier succès à domicile contre le Pays de Galles, les Tchèques s'imposent largement au Tehelné pole de Bratislava contre la Slovaquie (3-0), le 7 octobre 2006, à Liberec, la Tchéquie dispute son troisième match contre la sélection de Saint-Marin, elle s'impose sur le score de 7 buts à 0, égalant son record de la plus large victoire, après ces succès la Tchéquie enregistre un coup d’arrêt, faisant match nul en Irlande (1-1) avant de s'incliner à domicile contre l'Allemagne, les Tchèques se reprennent en disposant de Chypre avant de rapporter un match nul du Pays de Galles, lors des cinq dernières rencontres, les Tchèques enregistrent autant de succès notamment un large succès (3-0) en Allemagne qui lui assure la qualification pour l’Euro 2008 en Suisse et en Autriche. La Tchéquie termine première du Groupe D, devant l’Allemagne.
Lors de l'Euro 2008, la Tchéquie fait partie du groupe A avec la Suisse, nation hôte, le Portugal finaliste de la dernière édition et la Turquie, les Tchèques débutent idéalement leur parcours, grâce Václav Svěrkoš, ils s'imposent (1-0) lors du match d'ouverture disputé contre la Suisse,. Lors de la seconde journée, la Tchéquie affronte le Portugal au Stade de Genève, menés rapidement par l'ouverture du score du Portugais Deco, les Tchèques égalisent rapidement par l'intermédiaire de Libor Sionko, néanmoins les Portugais inscrivent deux nouveaux buts par Cristiano Ronaldo à l'heure de jeu puis Ricardo Quaresma dans les arrêts de jeu pour une défaite (3-1) des Tchèques. Le dernier match disputé contre la Turquie est décisif pour la qualification en quart de finale, les Tchèques ouvrent le score par Jan Koller avant que Jaroslav Plašil ne donne deux buts d'avance aux Tchèques, encore qualifiés à un quart d'heure du terme de la partie, Arda Turan puis Nihat Kahveci permettent à la Turquie d'égaliser emmenant les deux sélections à la séance de tirs au but avant que Nihat Kahveci n'inscrive un doublé éliminant avec ce (3-2) la Tchéquie,.
Le nouveau sélectionneur Petr Rada dirige l'équipe lors des éliminatoires de la Coupe du monde 2010, la Tchéquie fait partie du Groupe 3, avec l'Irlande du Nord, la Pologne, la Slovénie et retrouvant comme lors des derniers éliminatoires la Slovaquie et Saint-Marin. Les débuts tchèques sont difficiles avec un nul en Irlande du Nord suivit d’une défaite en Pologne, les Tchèques enchaînent ensuite deux victoires consécutives face à la Slovénie puis à Saint-Marin, le début 2009 est difficile, un match nul en Slovénie puis une défaite face à la Slovaquie à domicile ainsi qu'en affaire extra-sportive à la suite de ce match entraîne la fin des fonctions du sélectionneur et l'exclusion de plusieurs membres de la sélection. Le président de la fédération tchèque Ivan Hašek assure l'intérim jusqu'à la fin des éliminatoires, après un match nul en Slovaquie (2-2), les Tchèques enchaînent deux succès contre Saint-Marin, une nouvelle fois sur le score de sept buts à zéro puis contre la Pologne (2-0), lors du dernier match, les Tchèques ne font que match nul (0-0) contre l'Irlande du Nord, la Tchéquie termine troisième du groupe, à quatre points de la Slovénie barragiste et six de la première place de la Slovaquie.

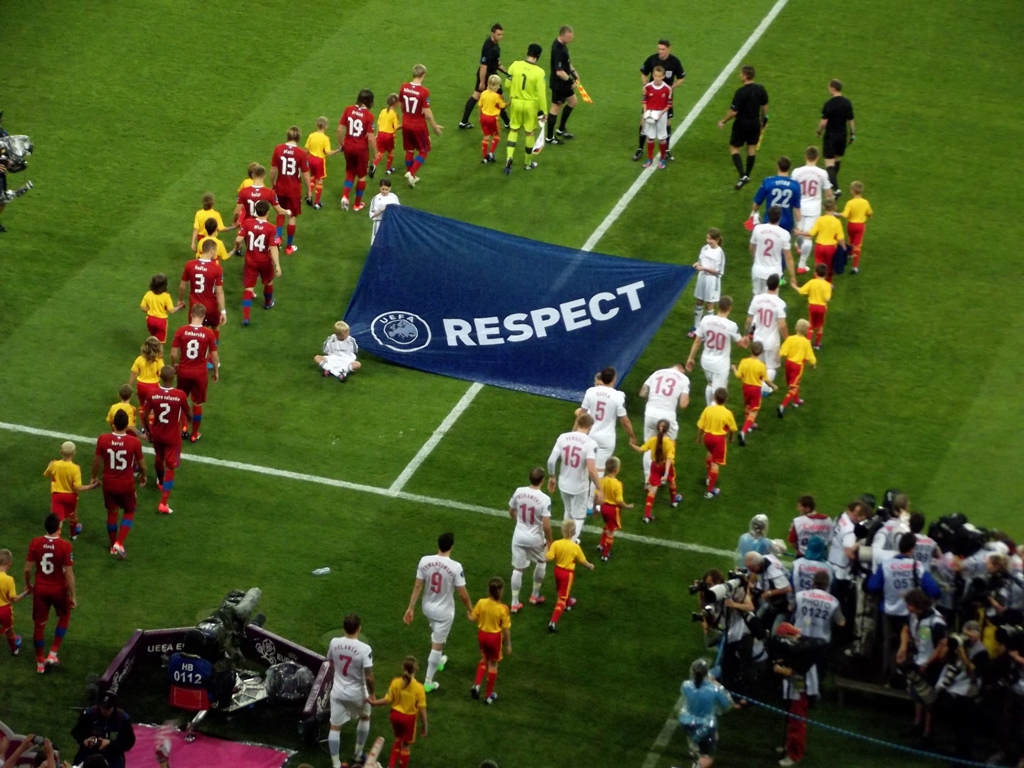
Pologne-Tchéquie lors de l’Euro 2012.

À la suite de cet échec, la sélection du nouveau sélectionneur, Michal Bílek prend part aux éliminatoires de l'Euro 2012 dans le Groupe I en compagnie de l'Espagne championne du monde et d’Europe en titre, de l'Écosse, de Lituanie et du Liechtenstein. La Tchéquie s’incline à domicile contre la Lituanie avant d'enchaîner deux succès consécutifs contre l'Écosse puis au Liechtenstein, les Tchèques débutent l'année 2011 par un revers en Espagne avant de s'imposer contre le modeste Liechtenstein, lors des deux journées suivantes, les Tchèques enregistrent un match nul en Écosse suivi d'une nouvelle défaite face à l'Espagne, l'ultime succès en Lituanie (4-1) permet aux Tchèques de prendre la deuxième place qualificative pour les barrages à l'Écosse. Lors des barrages la Tchéquie est opposée au Monténégro, à l'aller disputé au Stadion Letná de Prague, les Tchèques s'imposent (2-0) grâce à Václav Pilař et Tomáš Sivok, au retour les Tchèques s'imposent de nouveau, (1-0) sur une réalisation en fin de match Petr Jiráček, ces deux succès offrent aux Tchèques leur billet pour l'Euro 2012.
Lors de l'Euro 2012, la Tchéquie fait de nouveau partie du groupe A avec la Pologne, nation hôte, la Grèce et la Russie, avant la compétition, ce groupe est considéré comme le plus abordable et est appelé groupe de la vie. Les Tchèques débutent la compétition par une large défaite face à la Russie : menée de deux buts à la pause, Václav Pilař relance rapidement son équipe après le retour des vestiaires, mais la Tchéquie encaisse en fin de match deux nouveaux buts pour un sévère revers (4-1). Lors du second match la Tchéquie rencontre la Grèce. Le début de match parfait permet aux joueurs tchèques de rapidement mener au score : Petr Jiráček puis Václav Pilař donnent deux buts d'avance dès la 6e minute de jeu. Malgré la réduction de l'écart par Theofánis Ghékas en seconde période, la Tchéquie s'impose (2-1) et se relance dans la course aux quarts de finale,. Lors de l'ultime rencontre de la phase de groupe les Tchèques affrontent la nation co-organisatrice, la Pologne. Malmenée en début de match, la Tchéquie s'impose grâce à Petr Jiráček (1-0), suffisant pour qualifier la Tchéquie en quart de finale à la première place du groupe A. En quart de finale la Tchéquie est opposée au Portugal, deuxième du groupe B : elle s'incline finalement (1-0) sur un but tardif de la star portugaise Cristiano Ronaldo.

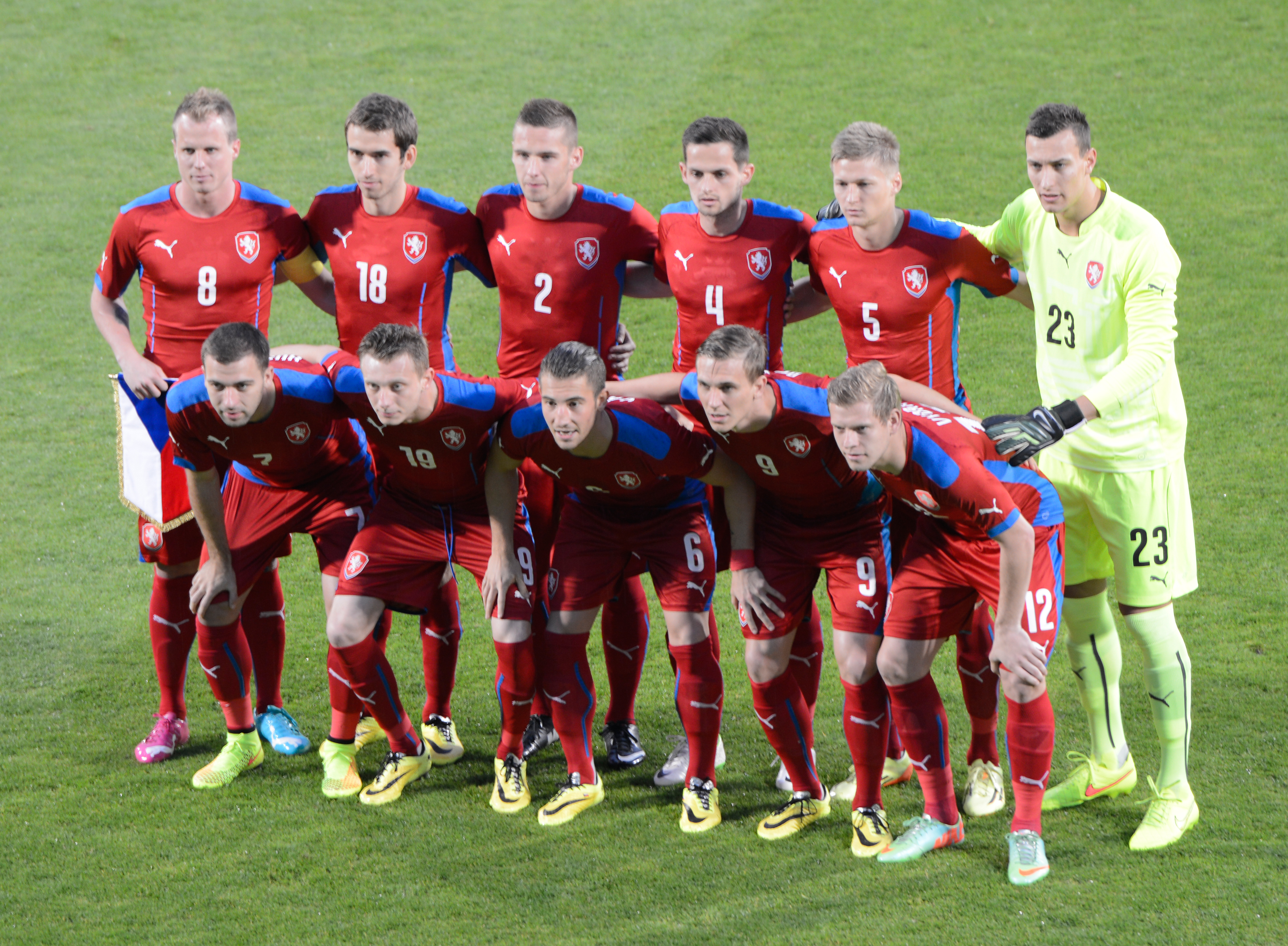
Photo de la sélection en 2014.

Le sélectionneur Michal Bílek reste à la tête de l'équipe pour la campagne des Éliminatoires de la Coupe du monde 2014, la Tchéquie fait partie du groupe B avec comme principaux adversaires l'Italie et le Danemark, ses autres adversaires sont l'Arménie, la Bulgarie et Malte. les débuts tchèques sont poussifs. Après un match nul au Danemark (0-0), les Tchèques s'imposent contre la faible sélection maltaise avant d'enregistrer un nouveau match nul, cette fois contre la Bulgarie, puis de s'incliner lourdement à domicile (0-3) contre le Danemark. Les Tchèques se reprennent quatre jours plus tard en s'imposant sur le même score en Arménie. Les Tchèques enregistrent alors un coup d’arrêt avec seulement un point pris en trois matchs. Ils font match nul contre l'Italie à domicile avant de s'incliner successivement contre l'Arménie puis en Italie. À la suite de cette nouvelle défaite, l'espoir de qualification devient mince. Michal Bílek démissionne alors de son poste de sélectionneur. Son ancien adjoint Josef Pešice le remplace lors des deux dernières rencontres. La Tchéquie s'impose à Malte puis en Bulgarie, mais elle ne prend finalement que la troisième place du groupe B derrière l'Italie et le Danemark.
Dans le cadre des éliminatoires de l'Euro 2016, la Tchéquie fait partie du groupe A avec l'Islande, le Kazakhstan, la Lettonie, les Pays-Bas et la Turquie. Les Tchèques débutent idéalement par quatre succès consécutifs notamment contre les Pays-Bas et la Turquie. Malgré un coup d'arrêt début 2015 avec un nul à domicile contre la Lettonie puis une défaite en Islande, après un succès en Lettonie, les Tchèques se qualifient pour l'Euro 2016 à deux journées du terme,. Déjà qualifiée, la Tchéquie s’incline à domicile contre la Turquie puis s'impose aux Pays-Bas pour assurer la première place du groupe A.
Placée dans le groupe D lors de l'Euro 2016, la Tchéquie déçoit puisqu'elle est éliminée au 1er tour. En effet, la Národní tým est battue d'entrée par l'Espagne en toute fin de match sur la plus petite des marges (0-1), avant d'accrocher un nul contre la Croatie (2-2) alors qu'elle était menée 0-2 pendant la majeure partie de la rencontre. Elle doit alors battre la Turquie pour espérer terminer au moins parmi les 4 meilleurs 3e de groupe ou 2e si la Croatie s'incline concomitamment face à l'Espagne. Toutefois, la Turquie endosse le rôle de bête noire des Tchèques comme lors de la dernière journée de l'Euro 2008 et s'impose sur le score de 2-0. La Tchéquie achève la compétition à la dernière place du groupe avec un seul point et 2 buts inscrits contre 5 encaissés.
Présente dans le groupe C à l'occasion des éliminatoires pour la Coupe du monde 2018, la Tchéquie échoue à se qualifier pour le Mondial russe puisqu'elle termine à la 3e place avec 4 victoires, 3 nuls et 3 défaites, derrière l'Allemagne directement qualifiée et l'Irlande du Nord, ensuite barragiste malheureuse.
En revanche, elle se qualifie directement  pour l'Euro 2021, en terminant 2e du groupe A lors des éliminatoires, avec un bilan de 5 victoires et 3 défaites en 8 rencontres. Elle y signe notamment un succès de prestige à domicile contre l'Angleterre, le leader du groupe (2-1) et est battue les 3 fois à l'extérieur, en Angleterre (0-5), au Kosovo (1-2) et en Bulgarie (0-1). Elle est dans le groupe D pour le 1er tour de la phase finale, placée sous le signe des retrouvailles : avec l'Angleterre affrontée lors des éliminatoires, la Croatie présente dans le même groupe 4 ans plus tôt en France, ainsi que l'Écosse affrontée dans le cadre de la Ligue des nations 2020-2021.
Le 18 novembre 2020, la Tchéquie, alors placée dans le groupe 2 de la Ligue B lors de l'édition 2020-2021 de la Ligue des nations obtient sa promotion en Ligue A pour la prochaine édition grâce à une victoire acquise à domicile contre la Slovaquie lors de la dernière journée des phases de poules (2-0), permettant à la Národní tým de devancer l'Écosse défaite en Israël (0-1) dans le même temps. La sélection affiche un bilan de 4 victoires et 2 défaites (à l'aller comme au retour contre l'Écosse, bien que le match aller à Prague fut joué par des remplaçants et des joueurs U17 U19 du fait de cas de Covid-19 touchant les titulaires habituels).
L'année 2021 démarre sur une note positive pour la Tchéquie, qui réussit à accrocher à domicile la Belgique (1-1) à l'occasion des éliminatoires de la Coupe du monde 2022. Surtout, l'Euro 2021 voit la Národní tým réaliser une campagne européenne bien meilleure que celle de 2016 où elle fut rapidement éliminée, terminant dernière de sa poule avec un seul point ; puisque les hommes de Jaroslav Šilhavý réussissent à s'extirper des poules. En effet, la Tchéquie s'impose d'entrée contre l'Écosse (qui évoluait à domicile) sur un doublé de Patrik Schick (2-0), dont un but de plus de 45 m en lobant le gardien David Marshall trop avancé sur la 2e réalisation du match, un geste technique qui fait le tour du monde. Elle obtient ensuite un match nul (1-1) contre la Croatie, finaliste de la Coupe du monde 2018, avant de s'incliner lors de la dernière journée face à l'Angleterre à Wembley (0-1) avec l'assurance avant le début du match de figurer au pire parmi les 4 meilleurs 3e de groupe et d'atteindre ainsi les huitièmes de finale. Elle termine parmi les 4 meilleurs 3e de groupe avec 4 points, devancée au classement par la Croatie, qui compte le même nombre de points et une différence de buts particulière et générale identique, mais qui hérite de la 2e place au classement au détriment des Tchèques car les Vatreni ont inscrit un plus grand nombre de buts (4 contre 3). Opposée en 1/8e de finale aux Pays-Bas, premiers de leur groupe avec 3 victoires et cités parmi les favoris à la victoire finale, la Tchéquie réalise une très grande prestation collective et crée la surprise en l'emportant 2-0 sur des réalisations de Tomáš Holeš (68e minute) et de Patrik Schick (80e minute), tandis que la formation néerlandaise termine le match à 10 : peu avant l'heure de jeu, Matthijs de Ligt est expulsé pour une main volontaire en position de dernier défenseur empêchant une occasion de but tchèque. La Národní tým, qui retrouve le stade des quarts de finale pour la première fois depuis 2012, défie le Danemark pour une place dans le dernier carré de la compétition. Malheureusement, elle est battue sur le score de 1-2, en ayant encaissé le premier but danois au bout de 5 minutes de jeu à la suite d'une erreur d'arbitrage due à un corner inexistant, et s'arrête aux portes des demi-finales après un parcours réussi. Patrik Schick est le meilleur buteur tchèque avec 5 réalisations, soit autant que Cristiano Ronaldo lors de cette phase finale : les deux attaquants terminent co-meilleurs réalisateurs de la compétition.
La Tchéquie ne réussit toutefois pas à se qualifier pour la Coupe du monde au Qatar. En effet, la Národní tým termine 3e de son groupe, derrière la Belgique et le Pays de Galles qu'elle n'est pas parvenue à battre (nul à domicile et défaite à l'extérieur à chaque fois), mais elle est repêchée pour les barrages grâce à sa position lors de la Ligue des nations 2020-2021. Elle est éliminée en demi-finale de la voie B, à la suite d'une défaite à l'extérieur contre la Suède en prolongations (0-1, but de Robin Quaison à la 110e minute). Elle est ensuite reléguée en Ligue B après avoir terminé dernière de son groupe lors de l'édition 2022-2023 de Ligue des nations avec une victoire (2-1 à domicile contre la Suisse), un nul (2-2 à domicile contre l'Espagne) et 4 défaites.
La Tchéquie, privée de son attaquant phare Patrik Schick blessé durant l'ensemble des éliminatoires de l'Euro 2024, connaît un parcours difficile et chaotique, mais obtient sa qualification pour l'Euro 2024 en terminant 2e de son groupe de qualifications grâce à une victoire à domicile lors de la dernière journée face à la Moldavie (3-0). Le sélectionneur Jaroslav Šilhavý démissionne après cette qualification en raison de critiques venant de supporters et de polémiques entourant certains joueurs de l'équipe.
Le 4 janvier 2024, Ivan Hašek est revenu à la tête de l'équipe tchèque de football en tant qu'entraîneur principal jusqu'en novembre 2025, avec une option pour continuer si l'équipe se qualifie pour la Coupe du monde 2026. Il fait ses débuts contre la Norvège et l'Arménie en amical, avec deux victoires 2-1. Lors de l'Euro 2024, la Tchéquie n'a pas réussi à se qualifier pour les huitièmes de finale, s'inclinant 2-1 contre le Portugal d'entrée, ce qui a été suivi par un match nul 1-1 contre la Géorgie avec de nombreuses occasions manquées, et une défaite 2-1 contre la Turquie lors du dernier match du groupe après avoir été rapidement réduite à 10 à la suite d'un deuxième carton jaune pour Antonín Barák, c'est la troisième fois que la Tchéquie a perdu dans le match décisif contre la Turquie après l'Euro 2008 et l'Euro 2016. Elle a terminé 4e du Groupe F.

## Composition

### Joueurs

#### Joueurs importants
Les tableaux suivants donnent une vue d'ensemble des joueurs les plus capés et des meilleurs buteurs de la sélection :

#### Joueurs records
| Rang | Sélections | Joueur            | Carrière  | Buts |
| ---- | ---------- | ----------------- | --------- | ---- |
| 1    | 124        | Petr Čech         | 2002-2016 | 0    |
| 2    | 118        | Karel Poborský    | 1994-2006 | 8    |
| 3    | 105        | Tomáš Rosický     | 2000-2016 | 23   |
| 4    | 103        | Jaroslav Plašil   | 2004-2016 | 7    |
| 5    | 93         | Milan Baroš       | 2001-2012 | 41   |
| 6    | 91         | Jan Koller        | 1999-2009 | 55   |
| 6    | 91         | Pavel Nedvěd      | 1994-2006 | 18   |
| 8    | 81         | Vladimír Šmicer   | 1993-2005 | 27   |
| 9    | 78         | Tomáš Ujfaluši    | 2001-2009 | 2    |
| 10   | 77         | Marek Jankulovski | 2000-2009 | 11   |

| Rang | Buts | Joueur            | Carrière  | Sélections | Ratio |
| ---- | ---- | ----------------- | --------- | ---------- | ----- |
| 1    | 55   | Jan Koller        | 1999-2009 | 91         | 0,6   |
| 2    | 41   | Milan Baroš       | 2001-2012 | 93         | 0,44  |
| 3    | 27   | Vladimír Šmicer   | 1993-2005 | 81         | 0,33  |
| 4    | 23   | Tomáš Rosický     | 2000-2016 | 105        | 0,22  |
| 5    | 22   | Pavel Kuka        | 1994-2001 | 63         | 0,35  |
| 6    | 20   | Patrik Schick     | 2016-     | 41         | 0,49  |
| 7    | 18   | Patrik Berger     | 1994-2001 | 44         | 0,41  |
| 7    | 18   | Pavel Nedvěd      | 1994-2006 | 91         | 0,2   |
| 9    | 14   | Vratislav Lokvenc | 1995-2006 | 74         | 0,19  |
| 10   | 12   | Tomáš Necid       | 2008-2016 | 44         | 0,27  |

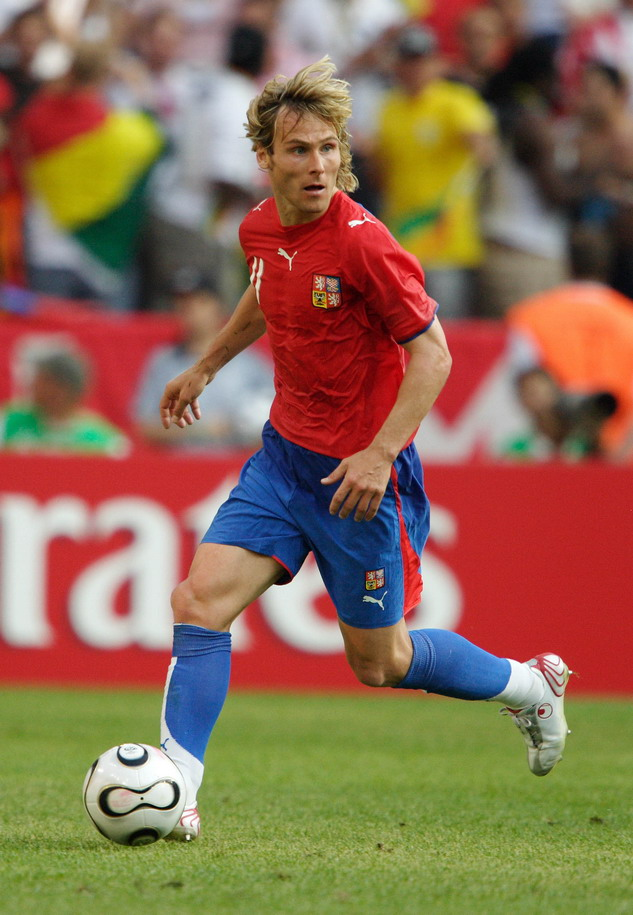
Pavel Nedvěd lors de la Coupe du monde 2006.

Pavel Nedvěd, joueur emblématique de la Juventus de Turin de 2001 à 2009, est le meilleur élément de l'histoire du football tchèque comme en témoigne ses récompenses individuelles, seul joueur tchèque du FIFA 100 et Ballon d'or 2003. Nedvěd fait ses débuts internationaux en juin 1994, il fait partie de l'équipe finaliste de l'Euro 1996, l'année suivante il termine troisième de la Coupe des confédérations compétition au cours de laquelle il inscrit un doublé en phase de groupe. Malgré des problèmes physiques il participe à l'Euro 2000, capitaine de l'équipe nationale à partir de 2000, il est réalise d'excellentes prestations lors de l'Euro 2004, compétition au cours de laquelle les Tchèques atteignent les demi-finales, nommé dans l'équipe type du tournoi, il annonce en septembre sa retraite internationale. Il fait son retour lors des barrages de la Coupe du monde 2006 disputés face à la Norvège, qualifié il participe à la phase finale en Allemagne sans réussit à atteindre les huitièmes de finale, il prend alors définitivement sa retraite internationale, avec 91 sélections et 18 buts au compteur.
Karel Poborský  était jusqu'en 2015 l'unique détenteur du record de sélection en équipe nationale tchèque, le Milieu offensif, natif de Jindřichův Hradec, il a disputé entre février 1994 et juin 2006 118 rencontres pour son pays au cours desquelles il inscrit 8 buts, il participe au première match de l'histoire de l'équipe de Tchéquie disputé en 1994 face à la Turquie, au cours de sa carrière, Poborský dispute le Championnat d'Europe à trois reprises, lors de l'édition 1996, il dispute les six rencontres, buteur décisif en quart de finale, finaliste de l’épreuve et membre de l'Équipe-type du tournoi, il fait partie des révélations de la compétition, il prend part aux trois rencontres lors de l'élimination précoce au premier tour en 2000, il dispute cinq match et atteint les demi-finales lors de l'Euro 2004, il fait partie de l'équipe qui termine troisième de la Coupe des confédérations 1997, il participe également une fois à la Coupe du monde en 2006 alors qu'il évolue à České Budějovice en deuxième division, il dispute son dernier match face à l'Italie lors de l'élimination au premier tour,.
Petr Čech égale le 17 novembre 2015 le record de sélections en équipe de Tchéquie,, il fait partie des grands gardiens des années 2000, nommé notamment meilleur gardien de football de l'année 2005, international depuis 2002, il dispute à trois reprises Championnat d'Europe, il est nommé meilleur gardien de la compétition lors de sa première participation en Euro 2004, il participe ensuite aux Euro 2008 et Euro 2012, Čech dispute également la Coupe du monde en 2006.

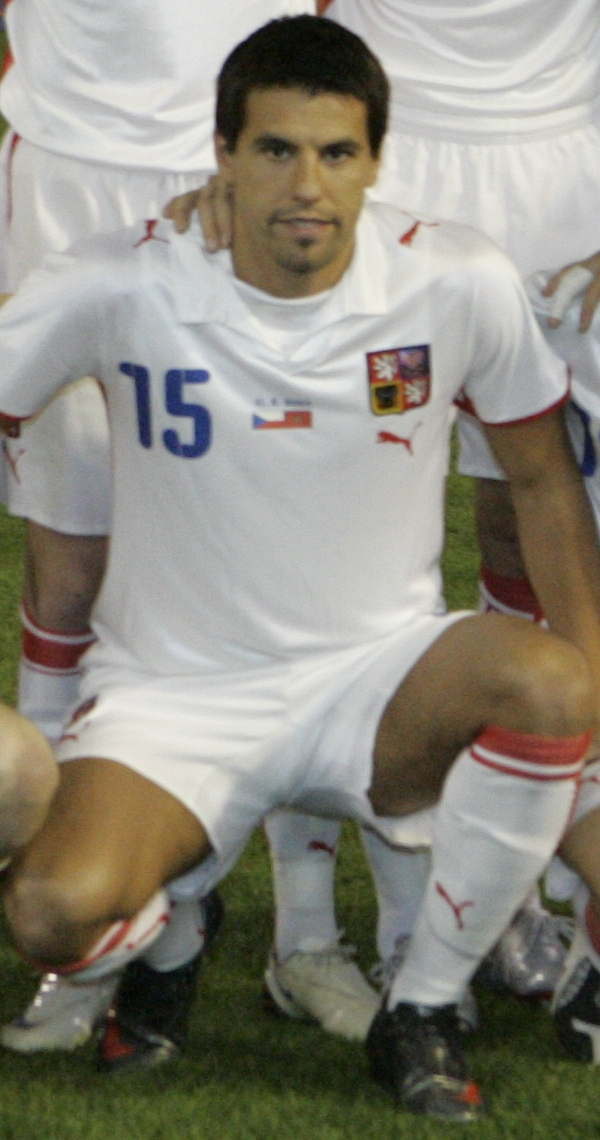
Milan Baroš en 2009.

L'attaquant Jan Koller est le meilleur buteur de l'histoire de la sélection tchèque, il fait ses débuts internationaux en février 1999, il inscrit un total de 55 buts en 91 apparitions sous le maillot de la sélection, lors d'un large succès en Macédoine en 2005, il devient le premier joueur tchèque à inscrire un quadruplé,, Koller prend part à trois Championnat d'Europe, il inscrit deux buts lors de l'édition 2004 puis un but lors du match décisif face à la Turquie en 2008, comme décidé auparavant Koller met fin à sa carrière internationale au terme de la compétition,, il fait un bref retour en 2009 en raison des difficultés de la sélection dans les éliminatoires de la Coupe du monde 2010 mais ne dispute finalement qu'un seul match en septembre face à la Slovaquie.
Milan Baroš fait partie des grands avants-centres de l'histoire de l'équipe de Tchéquie, buteur lors de ses débuts internationaux face à la Belgique en 2001, Baroš dispute par trois fois le Championnat d'Europe, lors de sa première participation en 2004 il réalise une grande compétition, auteur d'un but lors de chaque rencontres du premier tour, il est de nouveau décisif en quart de finale face au Danemark, inscrivant un doublé en trois minutes pour porter la marque à (3-0), il termine meilleur buteur de l'épreuve avec 5 réalisation, il est également nommé dans l'équipe type du tournoi. Il participe ensuite à la Coupe du monde 2006, blessé il ne peut participer aux deux premières rencontres, puis à l'Euro 2008 sans inscrire le moindre but, le 9 septembre 2009 il devient lors d'un succès contre Saint-Marin le second tchèque à réaliser un quadruplé pour son pays,, lors de l'Euro 2012 il participe à sa dernière compétition majeure annonçant sa retraite internationale à la suite de l'élimination en quart de finale,.
D'autres joueurs ont marqué l'histoire de la jeune équipe de Tchéquie, parmi les joueurs marquants des années 1990, Petr Kouba, après avoir fait ses débuts internationaux avec la Tchécoslovaquie, il est le portier titulaire lors de l'Euro 1996, en demi-finale, il qualifie son équipe lors de la séance de tirs au but en arrêtant la tentative de Reynald Pedros, il compte 26 apparitions sous le maillot sous le maillot tchèque, Pavel Srníček lui succède au poste de gardien dans la cage tchèque, titulaire notamment lors de l'Euro 2000, il compte 49 sélections entre 1994 et 2001. Parmi les autres joueurs majeurs de cette fin des années 1990, les défenseurs Karel Rada 43 sélections au compteur et Radoslav Látal membre de l'équipe type du Championnat d'Europe 1996, les milieux de terrain Radek Bejbl et Patrik Berger ainsi que l'attaquant Pavel Kuka, 63 sélections et 22 buts inscrits, également membre de l'équipe type de l'Euro 1996, forment l'ossature de l'équipe ayant disputée les Euro 1996 et 2000.
Vladimír Šmicer marque un trait d'union entre les joueurs des années 1990 et 2000, comme pour Karel Poborský et Pavel Nedvěd, international à 80 reprises et auteur de 27 buts, il participe trois fois au Championnat d'Europe en 1996, 2000 et 2004, sélectionné pour la Coupe du monde 2006 il doit renoncer à cause d'une blessure. Tomáš Galásek bien qu'ayant fait ses débuts internationaux en 1995, il ne s'installe comme un titulaire régulier qu'au début des années 2000, Galásek participe deux fois à l'Euro en 2004 et en 2008, il est le capitaine de la sélection tchèque lors de la Coupe du monde 2006, il compte 69 sélection et a inscrit un but pour son pays.
Parmi les autres joueurs important des années 2000, le défenseur Tomáš Ujfaluši, il compte 78 sélections pour deux buts inscrits, Ujfaluši participe à l'Euro 2004, à la Coupe du monde 2006, lors de l'Euro 2008 il est le capitaine de la sélection tchèque, à la suite de la défaite contre la Slovaquie lors éliminatoires de la Coupe du monde 2010 en avril 2009, il annonce sa retraite à la suite de sa suspension indéterminée de sélection à cause d'une affaire avec des prostituées. L'arrière gauche Marek Jankulovski, avec ses 78 sélections et onze but marqués, est un autre joueur important de l’histoire récente de l'équipe tchèque, il participe aux quatre phases finales internationales auxquelles la Tchéquie prend part entre 2000 et 2008.
L'actuel capitaine de la sélection tchèque Tomáš Rosický est également un joueur majeur du football tchèque depuis l'an 2000, Rosický fait ses débuts internationaux en 2000 contre la république d'Irlande. Il participe à l'Euro 2000, à l'Euro 2004 ainsi qu'à la Coupe du monde 2006 avec la Tchéquie. Il marque le but de la victoire en barrages lors du match retour contre la Norvège (1-0), permettant à son pays de participer au Mondial allemand. Il devient capitaine de la sélection nationale en août 2006, il ne peut pas participer au Championnat d'Europe 2008 en raison d'une blessure, capitaine en 2012, il ne prend pas à la fin de la compétition en raison d'une blessure contractée lors du second match de groupe face à la Grèce, Rosický compte 100 sélections au cours desquelles il a inscrit 22 buts.

### Sélectionneurs
| Entraîneur       | Période   | M  |
| ---------------- | --------- | -- |
| Karel Brückner   | 2002-2008 | 76 |
| Jaroslav Šilhavý | 2018-2023 | 59 |
| Dušan Uhrin      | 1994-1997 | 48 |
| Jozef Chovanec   | 1998-2001 | 45 |

Depuis 1994, la fédération a fait appel à neuf de sélectionneurs, dont trois intérimaires, tous de nationalité tchèque (Jozef Chovanec, bien que né à Dolné Kočkovce en Slovaquie, possède la nationalité tchèque).
Le premier d'entre eux est Dušan Uhrin, premier sélectionneur de l'équipe nationale indépendante, il reste à ce jour le sélectionneur ayant obtenu le meilleur résultat avec l'équipe de Tchéquie dans une compétition majeure, puisqu'il a mené son pays lors de l'Euro 1996 à la finale du tournoi alors qu'il s'agissait de la première participation de la Tchéquie à une phase finale,. Fin 1997 sa sélection termine 
3e de la Coupe des confédérations, n'ayant pas réussi à qualifier son pays pour la Coupe du monde 1998, il démission de son poste de sélectionneur au terme de la Coupe des confédérations disputée fin décembre 1997. Dušan Uhrin dirige un total de 48 rencontres entre 1994 et 1997,, pour un bilan de 27 victoires, dix match nuls et onze défaites.
Malgré une faible expérience d'entraineur, le technicien du Sparta Prague Jozef Chovanec est nommé pour succéder à Dušan Uhrin, il fait ses débuts à la tête de la sélection en mars 1998, il réalise un sans faute, dix succès en dix match, lors des éliminatoires pour qualifier son équipe pour le Championnat d'Europe 2000, terminant 3e de son groupe, il ne réussit pas à atteindre les quarts de finale, il reste néanmoins sélectionneur pour les éliminatoires de la Coupe du monde 2002, terminant deuxième de son groupe, la Tchéquie est contrainte de passer par les barrages, éliminé par la Belgique avant d'atteindre la phase finale Chovanec est remplacé par son adjoint Karel Brückner après 45 rencontres passées sur le banc tchèque.
Karel Brückner, lors des éliminatoires de l'Championnat d'Europe 2004 il remporte son groupe de qualification  empochant le billet directe pour la phase finale, les tchèques de Brückner après un premier tour conclut par trois succès en autant de rencontres, les tchèques échouent en demi-finale face à la Grèce, Brückner reste à la tête de la sélection pour la campagne de qualification pour le mondial allemand, s'il réussit à se qualifier pour la phase finale en passant par les barrages, une première pour la sélection de Tchéquie, il échoue lors de la phase de groupe de la compétition, malgré cette élimination précoce le contrat de Karel Brückner est prolongé de deux ans,, les hommes de Brückner se qualifient une nouvelle fois pour la phase finale d'un championnat d'Europe, les tchèques échouent dans les ultimes minutes à atteindre les quarts de finale, comme annoncé avant la compétition, Karel Brückner quitte ses fonctions de sélectionneur au terme de l'Euro 2008, entre 2002 et 2008, il devient avec 76 rencontres, le sélectionneur à avoir dirigé le plus de fois la sélection tchèque.
L'ancien adjoint de Karel Brückner et entraineur du FK Teplice Petr Rada devient sélectionneur de la Tchéquie,, il fait ses débuts le 20 août 2008 face à l'Angleterre à Wembley, en difficulté lors des éliminatoires de la Coupe du Monde 2010 avec seulement un deux succès, Petr Rada est finalement limogé après un nouveau revers face à Slovaquie en avril 2009,, après seulement 8 matchs dirigés. František Straka assure l’intérim lors de la rencontre du mois de juin remportée face à Malte,, le 8 juillet le président de la fédération tchèque Ivan Hašek se nomme sélectionneur par intérim jusqu'à la fin des éliminatoires,, après cinq match dirigés dont quatre rencontres officielles, il quitte son poste de sélectionneur sans réussir à qualifier la sélection tchèque pour la Coupe du Monde.
Le 20 octobre 2009 Michal Bílek est nommé sélectionneur avec pour mission la qualification pour l'Euro 2012,, après avoir terminé deuxième de son groupe, l'équipe de Michal Bílek obtient sa qualification pour la phase finale après avoir disposé en, barrage du Monténégro, à la suite de cette qualification son contrat est prolongé de deux ans, jusqu'en 2014 par sa fédération,. Malgré une lourde défaite initiale les hommes de Bílek terminent premier de leur groupe avant de se faire éliminés en quart de finale. Quasiment éliminé dans la course à la qualification pour la Coupe du Monde 2014, Michal Bílek présente sa démission à deux journées du terme après une nouvelle défaite,. Son adjoint Josef Pešice lui succède en tant que sélectionneur intérimaire,, il dirige trois matchs dont les deux derniers des éliminatoires, malgré deux succès il ne peut empêcher l'élimination de ses joueurs.
Pavel Vrba est nommé sélectionneur de la Tchéquie, malgré un contrat le liant au Viktoria Plzeň jusqu'en juin 2015, la Fédération tchèque active en novembre 2013 la clause de rachat de son contrat, fixée à huit millions de couronnes,. Il réussit à qualifier la sélection tchèque pour l'Euro 2016.
| Sélectionneur    | Période   | Matchs | Gagnés | Nuls | Perdus | Gagnés % |
| ---------------- | --------- | ------ | ------ | ---- | ------ | -------- |
| Dušan Uhrin      | 1994-1997 | 48     | 27     | 10   | 11     | 56,3     |
| Jozef Chovanec   | 1998-2001 | 45     | 27     | 7    | 11     | 60       |
| Karel Brückner   | 2002-2008 | 76     | 50     | 12   | 14     | 65,8     |
| Petr Rada        | 2008-2009 | 8      | 2      | 4    | 2      | 25       |
| František Straka | 2009      | 1      | 1      | 0    | 0      | 100      |
| Ivan Hašek       | 2009      | 5      | 3      | 2    | 0      | 60       |
| Michal Bílek     | 2009-2013 | 42     | 16     | 11   | 15     | 38,1     |
| Josef Pešice     | 2013      | 3      | 3      | 0    | 0      | 100      |
| Pavel Vrba       | 2014-2016 | 17     | 8      | 3    | 6      | 47,1     |
| Karel Jarolim    | 2016-2018 | 22     | 10     | 4    | 8      | 45,45    |
| Jaroslav Šilhavý | 2018-2023 | 59     | 28     | 10   | 21     | 47,45    |
| Ivan Hašek       | 2024-     | 17     | 10     | 3    | 4      | 58,82    |

#### Équipe technique actuelle
Le tableau suivant présente l'équipe technique actuelle de l'équipe nationale,.
| Nom             | Rôle                           |
| --------------- | ------------------------------ |
| Ivan Hašek      | Sélectionneur                  |
| Jaroslav Veselý | Sélectionneur adjoint          |
| Jaroslav Köstl  | Sélectionneur adjoint          |
| Radek Černý     | Entraîneur des gardiens de but |
| Matúš Kozáčik   | Entraîneur des gardiens de but |

## Infrastructures
| \| Prague Teplice Olomouc Ostrava Liberec Jablonec nad Nisou Plzeň Uherské Hradiště Brno Poděbrady České Budějovice \| Les villes d'accueil de la sélection tchèque. |
| Prague Teplice Olomouc Ostrava Liberec Jablonec nad Nisou Plzeň Uherské Hradiště Brno Poděbrady České Budějovice                                                     |

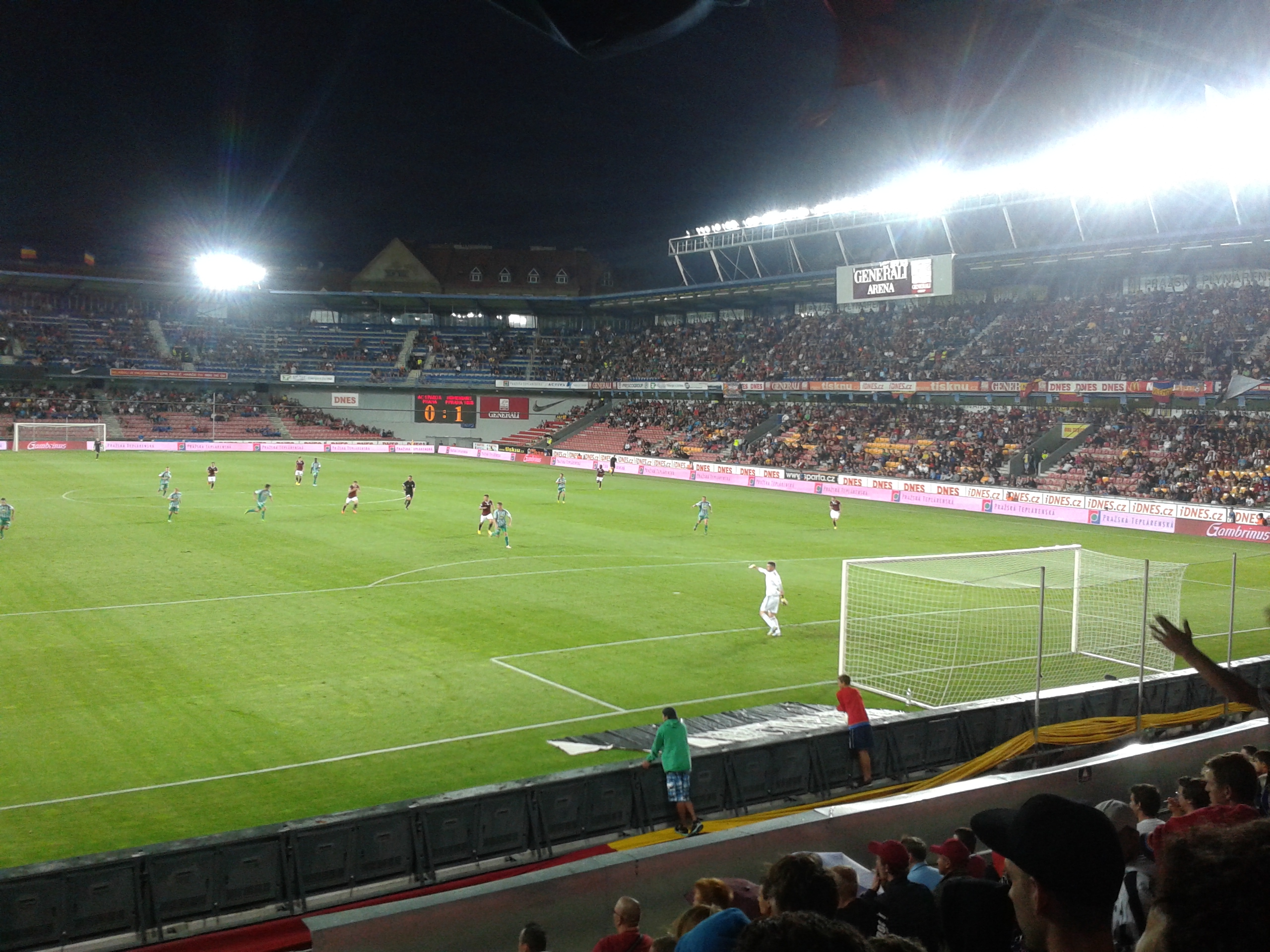
Le Stade Letná de Prague.

Le Stade Letná, situé à Prague, est le stade le plus utilisé par la sélection tchèque, il a actuellement une capacité de 18 944 places. L'habituelle enceinte du Sparta Prague est le stade historique du football en Tchéquie, d'abord stade de la Tchécoslovaquie de 1921 à 1989, après la dissolution de la Tchécoslovaquie ce stade devient l'antre habituelle de la nouvelle sélection tchèque, après une rénovation de neuf mois le stade accueillie en le 26 avril 1995 son premier match de la nouvelle sélection, les Tchèques s'imposent face aux Néerlandais (3-1). Un total de 123 rencontres internationales sont disputées dans ce stade, 78 par la sélection tchécoslovaque puis 45 par l'équipe nationale tchèque.
Depuis 1994 la Tchéquie a disputé ses rencontres à domicile dans seize stades différents répartis dans douze villes du pays. Seul Prague et Ostrava ont accueilli la sélection nationale sur plusieurs pelouses, quatre stades différents pour la capitale, le Stade Letná, le Sinobo Stadium, le Stade de Strahov et le Stade Evžen-Rošický, et deux pour Ostrava, la capitale de la région de Moravie-Silésie, le Bazaly et le Městský Stadion.
Le premier match internationale  de la nouvelle équipe nationale tchèque indépendante disputée à domicile a eu lieu le 25 mai 1994 au stade Bazaly d'Ostrava, les tchèques s'impose (5-3) face à la Lituanie lors de cette rencontre historique. la sélection n'a plus jouée dans l’enceinte du Baník Ostrava depuis l'été 2000 et une défaite face à la Slovénie, c'est notamment en raison de son état que le stade n'a plus accueilli de rencontres internationales,. La sélection tchèque est revenue lors de l'Automne 2015 à Ostrava après 15 ans d'absence pour affronter la Serbie au Stade municipal.
Le Na Stínadlech de Teplice est le stade tchèque le plus utilisé par la sélection en dehors de la capitale, ce stade d’une capacité de 18 221, inauguré en 1973 puis rénové en 2001 est l'enceinte habituelle du FK Teplice, vingt rencontres y sont disputées entre 1996 et 2012. Le Stade Andrův d'Olomouc a reçu la sélection nationale à 13 reprises entre 1998 et 2022,. Le Sinobo Stadium est le stade du SK Slavia Prague, inaugurée en 2008 et d'une capacité de 21 000 places, a accueilli l'équipe nationale à 18 reprises depuis son inauguration. Les deux autres stades de Prague ayant été l'hôte de l'équipe nationale sont le Stade de Strahov qui a reçu l'équipe de Tchéquie à une seule occasion, lors d'un match amical disputé en avril 1996 contre l'Irlande et le Stade Evžen-Rošický utilisé lors du match face aux champions d'Europe grecs.
D'autres stades ont accueilli l'équipe nationale à de moins nombreuses reprises, c'est le cas du Stadion u Nisy de Liberec où la Tchéquie a disputé quatre rencontres internationales, deux enceintes ont reçu la Tchéquie à trois reprises, le Stadion Střelnice de Jablonec nad Nisou, et le Doosan Arena, le stade du Viktoria Plzen rénové en 2011. Le Sportovní areál de Drnovice et le Stadion Miroslava Valenty d'Uherské Hradiště ont reçu l'équipe nationale à deux reprises. Parmi les stade ayant reçu la sélection une seule fois le Stadion Za Lužánkami de Brno, malgré son statut de deuxième ville du pays, l'équipe nationale n'y a plus joué depuis 1995 en raison d'un manque d'infrastructures, la ville de Poděbrady n'est pas réputée pour le football cependant le Stadion Bohemia Poděbrady a reçu l'équipe tchèque lors d'un match remporté (4-1) face à la Biélorussie en février 1997, le Stadion Střelecký ostrov de České Budějovice a reçu sa première rencontre internationale le 29 mars 2011 lors d'une rencontre face au Liechtenstein,.

Les principaux stades utilisés par la sélection tchèque
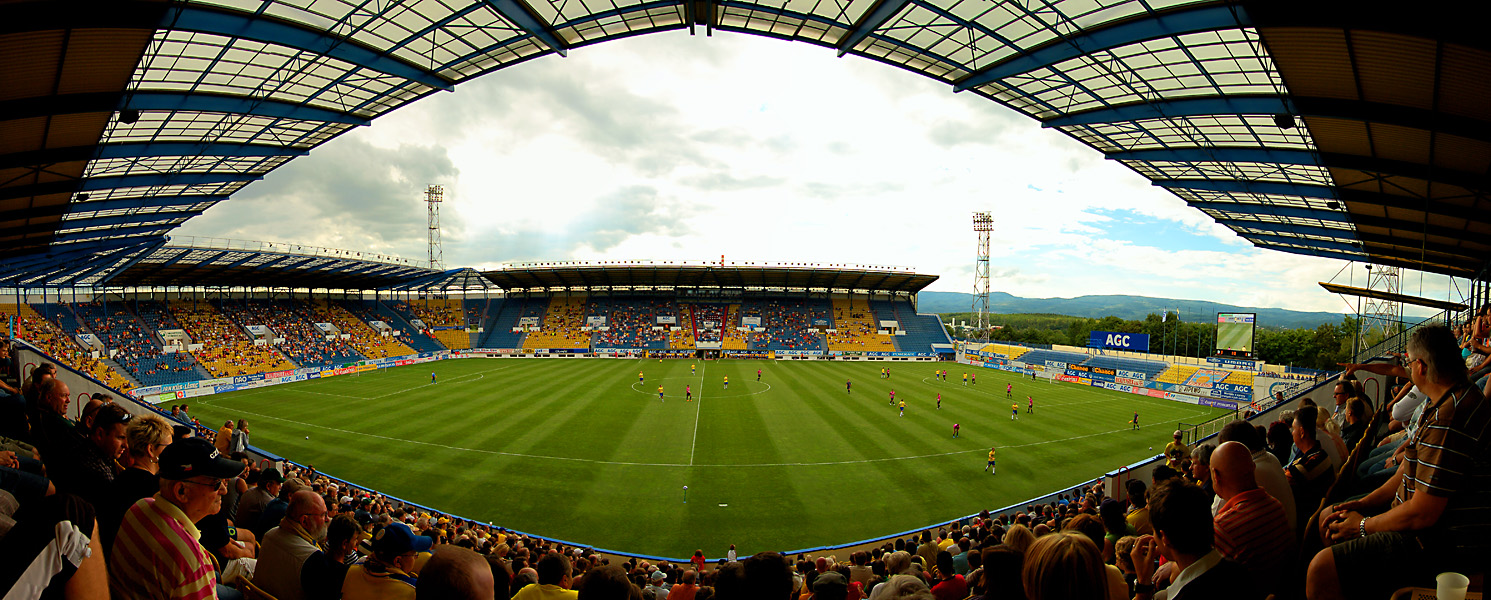
Le Na Stínadlech
Le Stade Andrův
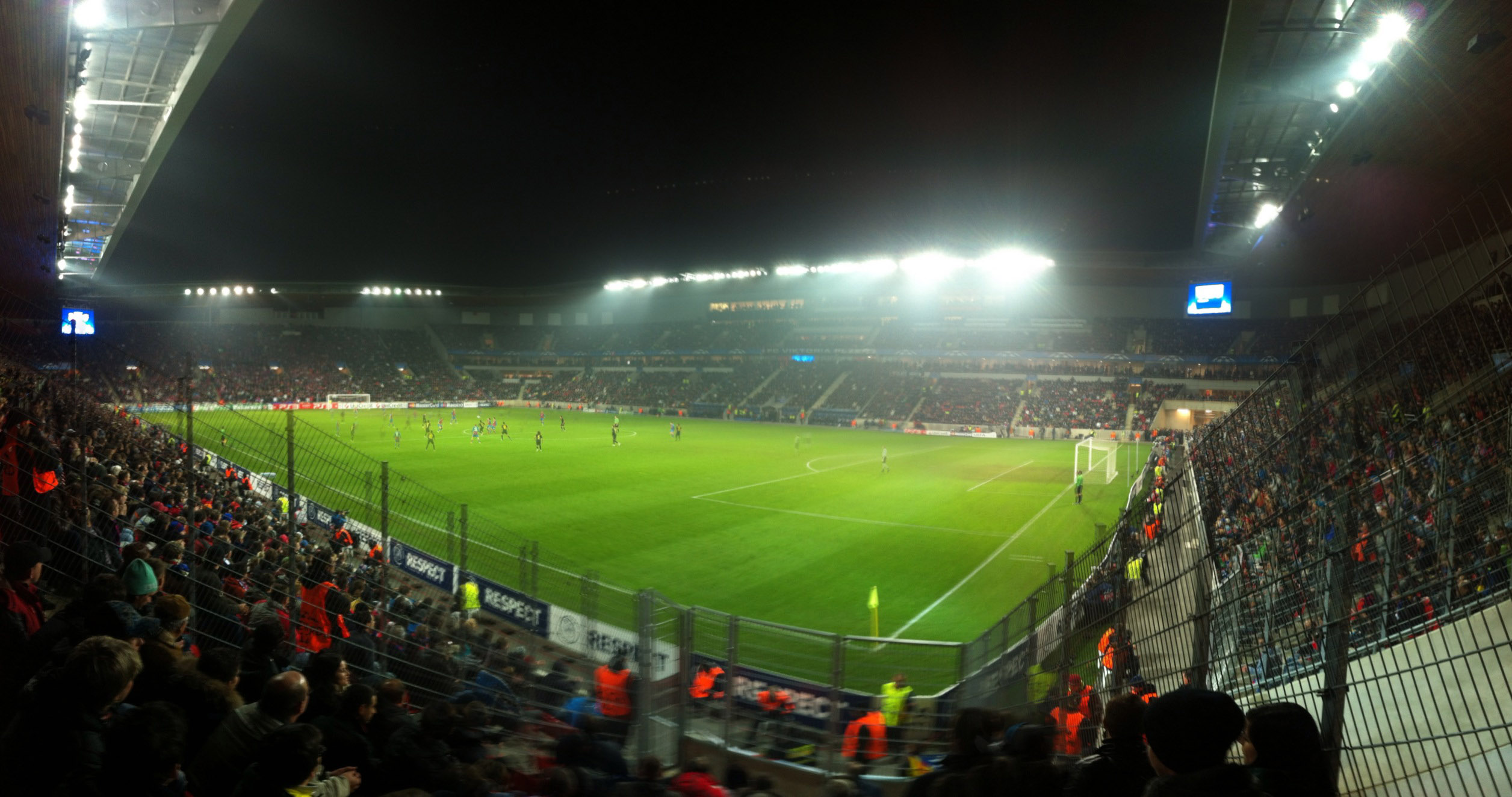
Le Sinobo Stadium

| Stade                     | Ville              | Nb de matchs | Date du premier match | Adversaire           | Résultat | Date du dernier match | Adversaire   | Résultat |
| ------------------------- | ------------------ | ------------ | --------------------- | -------------------- | -------- | --------------------- | ------------ | -------- |
| Stade Letná               | Prague             | 47           | 26 avril 1995         | Pays-Bas             | 3-1      | 11 octobre 2024       | Albanie      | 2-0      |
| Na Stínadlech             | Teplice            | 20           | 18 septembre 1996     | Malte                | 6-0      | 11 septembre 2012     | Finlande     | 0-1      |
| Sinobo Stadium            | Prague             | 19           | 27 mai 2008           | Lituanie             | 2-0      | 10 septembre 2024     | Ukraine      | 3-2      |
| Stade Andrův              | Olomouc            | 14           | 25 mars 1998          | République d'Irlande | 2-1      | 19 novembre 2024      | Géorgie      | 2-1      |
| Doosan Arena              | Plzeň              | 6            | 12 octobre 2012       | Malte                | 3-1      | 6 juin 2025           | Monténégro   | 2-0      |
| Bazaly                    | Ostrava            | 5            | 25 mai 1994           | Lituanie             | 6-3      | 11 novembre 2015      | Serbie       | 4-1      |
| Stadion u Nisy            | Liberec            | 4            | 4 juin 2005           | Andorre              | 8-1      | 11 août 2010          | Lettonie     | 4-1      |
| Stadion Střelnice         | Jablonec nad Nisou | 3            | 4 septembre 1996      | Islande              | 2-1      | 5 juin 2009           | Malte        | 1-0      |
| Stadion Miroslava Valenty | Uherské Hradiště   | 3            | 16 août 2006          | Serbie               | 1-3      | 6 septembre 2018      | Ukraine      | 1-2      |
| Sportovní areál           | Drnovice           | 2            | 18 août 1999          | Suisse               | 3-0      | 15 août 2001          | Corée du Sud | 5-0      |
| Městský Stadion           | Ostrava            | 3            | 26 mars 1996          | Turquie              | 3-0      | 2 septembre 2021      | Biélorussie  | 1-0      |
| Malšovická aréna          | Hradec Králové     | 2            | 10 juin 2024          | Macédoine du Nord    | 2-1      | 22 mars 2025          | Îles Féroé   | 2-1      |
| Stadion Za Lužánkami      | Brno               | 1            | 8 mars 1995           | Finlande             | 4-1      | -                     | -            |          |
| Stade de Strahov          | Prague             | 1            | 24 avril 1996         | République d'Irlande | 2-0      | -                     | -            |          |
| Stadion Bohemia Poděbrady | Poděbrady          | 1            | 26 février 1997       | Biélorussie          | 4-1      | -                     | -            |          |
| Stade Evžen-Rošický       | Prague             | 1            | 18 août 2004          | Grèce                | 0-0      | -                     | -            |          |
| Stadion Střelecký ostrov  | České Budějovice   | 1            | 29 mars 2011          | Liechtenstein        | 2-0      | -                     | -            |          |

## Résultats

### Palmarès
Le tableau suivant liste le palmarès de l'équipe de Tchéquie de football actualisé au 13 novembre 2015 dans les différentes compétitions internationales officielles.
| Coupe du monde                                         | Compétitions continentales                                                      | Coupe des confédérations                                         | Tournois amicaux                           |
| ------------------------------------------------------ | ------------------------------------------------------------------------------- | ---------------------------------------------------------------- | ------------------------------------------ |
| - Coupe du monde (1 participation) : - 1er tour : 2006 | - Championnat d'Europe (8 participations au tournoi final) : - Finaliste : 1996 | - Coupe des confédérations (1 participation) : - 3e place : 1997 | - Vainqueur de la Coupe Kirin 1998 et 2011 |

### Parcours en Coupe du monde
L’équipe tchèque s'est qualifiée une seule fois pour la phase finale de la Coupe du monde, elle a participé à cinq reprises aux éliminatoires, disputant son premier match de qualification le 18 septembre 1996 face à Malte. Auparavant sa devancière la Tchécoslovaquie a disputé huit phases finales de Coupe du monde sur quinze possibles, accédant à deux reprises en finale (1934 et 1962). Lors de son unique participation, la Tchéquie n'a pas réussi à passer le premier tour, échouant à la troisième place de son groupe.
| Année | Position                     |      | Année                        | Position |                       | Année | Position |
| 1930  | Membre de la Tchécoslovaquie | 1974 | Membre de la Tchécoslovaquie | 2010     | Non qualifiée         |       |          |
| 1934  | Membre de la Tchécoslovaquie | 1978 | Membre de la Tchécoslovaquie | 2014     | Non qualifiée         |       |          |
| 1938  | Membre de la Tchécoslovaquie | 1982 | Membre de la Tchécoslovaquie | 2018     | Non qualifiée         |       |          |
| 1950  | Membre de la Tchécoslovaquie | 1986 | Membre de la Tchécoslovaquie | 2022     | Non qualifiée         |       |          |
| 1954  | Membre de la Tchécoslovaquie | 1990 | Membre de la Tchécoslovaquie | 2026     | Éliminatoire en cours |       |          |
| 1958  | Membre de la Tchécoslovaquie | 1994 | Membre de la Tchécoslovaquie | 2030     | À venir               |       |          |
| 1962  | Membre de la Tchécoslovaquie | 1998 | Non qualifiée                | 2034     | À venir               |       |          |
| 1966  | Membre de la Tchécoslovaquie | 2002 | Non qualifiée                |          |                       |       |          |
| 1970  | Membre de la Tchécoslovaquie | 2006 | 1er tour                     |          |                       |       |          |

### Parcours en Championnat d'Europe
L’équipe tchèque a participé à 8 reprises aux éliminatoires depuis sa première participation en 1996 et est toujours parvenue à se qualifier pour la phase finale du Championnat d'Europe. Elle dispute son premier match de qualification le 6 septembre 1994 face à Malte. Par le passé, sa devancière la Tchécoslovaquie a participé à trois phases finales de Championnat d'Europe sur neuf possibles, remportant le titre en 1976. La Tchéquie réussit sa meilleure performance lors de sa première participation en atteignant la finale en 1996. En 2004 les Tchèques atteignent les demi finales, en 2012 et en 2021 les quarts de finale. Lors des éditions 2000, 2008, 2016 et 2024 les Tchèques ne réussissent pas à passer le premier tour. Jusqu'à présent, la Tchéquie affiche de facto un bilan d'1 Euro réussi sur 2, avec une alternance régulière entre qualification pour la phase à élimination directe suivie d'une sortie de route au 1er tour immédiatement lors de l'édition suivante.
| Année | Position                     |      | Année                        | Position |                 | Année | Position |
| 1960  | Membre de la Tchécoslovaquie | 1988 | Membre de la Tchécoslovaquie | 2016     | 1er tour        |       |          |
| 1964  | Membre de la Tchécoslovaquie | 1992 | Membre de la Tchécoslovaquie | 2020     | Quart de finale |       |          |
| 1968  | Membre de la Tchécoslovaquie | 1996 | Finaliste                    | 2024     | 1er tour        |       |          |
| 1972  | Membre de la Tchécoslovaquie | 2000 | 1er tour                     | 2028     | À venir         |       |          |
| 1976  | Membre de la Tchécoslovaquie | 2004 | Demi-finale                  | 2032     | À venir         |       |          |
| 1980  | Membre de la Tchécoslovaquie | 2008 | 1er tour                     |          |                 |       |          |
| 1984  | Membre de la Tchécoslovaquie | 2012 | Quart de finale              |          |                 |       |          |

### Parcours en Ligue des Nations
| Édition   | Ligue | Phase de Groupe | Phase de Groupe | Phase de Groupe | Phase de Groupe | Phase de Groupe | Phase de Groupe | Phase de Groupe | Phase finale | Phase finale  | Phase finale  | Phase finale  | Phase finale  | Phase finale  | Phase finale  | Phase finale  |
| Édition   | Ligue | Class.          | J               | G               | N               | P               | bp              | bc              | Pays hôte    | Résultat      | J             | G             | N             | P             | bp            | bc            |
| --------- | ----- | --------------- | --------------- | --------------- | --------------- | --------------- | --------------- | --------------- | ------------ | ------------- | ------------- | ------------- | ------------- | ------------- | ------------- | ------------- |
| 2018-2019 | B     | 2/3             | 4               | 2               | 0               | 2               | 4               | 4               | 2019         | Inéligible    | Inéligible    | Inéligible    | Inéligible    | Inéligible    | Inéligible    | Inéligible    |
| 2020-2021 | B     | 1/4             | 6               | 4               | 0               | 2               | 9               | 5               | 2021         | Inéligible    | Inéligible    | Inéligible    | Inéligible    | Inéligible    | Inéligible    | Inéligible    |
| 2022-2023 | A     | 4/4             | 6               | 1               | 1               | 4               | 5               | 13              | 2023         | Non qualifiée | Non qualifiée | Non qualifiée | Non qualifiée | Non qualifiée | Non qualifiée | Non qualifiée |
| 2024-2025 | B     | 1/4             | 6               | 3               | 2               | 1               | 9               | 8               | 2025         | Inéligible    | Inéligible    | Inéligible    | Inéligible    | Inéligible    | Inéligible    | Inéligible    |
| Total     | Total | Total           | 22              | 10              | 3               | 9               | 27              | 30              | Total        | Total         | 0             | 0             | 0             | 0             | 0             | 0             |

### Parcours enCoupe des confédérations
La Tchéquie est invitée à une reprise à la Coupe des confédérations, en 1997, en tant que finaliste de l'Euro 1996, profitant ainsi du désistement de l'Allemagne, champion d'Europe. Les Tchèques obtiennent la troisième place du tournoi.
| Année | Position                     |      | Année         | Position |               | Année | Position |
| 1992  | Membre de la Tchécoslovaquie | 2001 | Non qualifiée | 2013     | Non qualifiée |       |          |
| 1995  | Non qualifiée                | 2003 | Non qualifiée | 2017     | Non qualifiée |       |          |
| 1997  | 3e                           | 2005 | Non qualifiée |          |               |       |          |
| 1999  | Non qualifiée                | 2009 | Non qualifiée |          |               |       |          |

### Parcours en compétitions amicales
Au cours de son histoire, la sélection tchèque a disputé diverses compétition amicales. Dans le cadre de ces tournois, seuls les matchs entre sélections nationales A sont reconnus officiellement par la FIFA.
En 1996, la Tchéquie participe au Tournoi Hassan II, une compétition amicale entre quatre équipes : la Croatie, le Maroc et le Nigeria. En demi-finale la Tchéquie s'impose (2-1) face au Nigeria. Les Tchèques s'inclinent en finale aux tirs au but (4-1), après avoir fait match nul (1-1), face aux Croates.
La Tchéquie dispute deux fois  la Coupe Kirin organisée au Japon. La première fois en 1998, les Tchèques débutent par un court succès face au Paraguay (1-0) avant de faire match nul face au Japon (0-0) et de remporter le tournoi devant les Japonais. La deuxième fois en 2011, les Tchèques débutent par un match nul (0-0) face au Pérou, avant de faire un nouveau match nul sur le même score face au Japon. Les trois équipes ayant obtenus deux match nuls et n'ayant marqués aucun but, elles se partagent le tournoi.
En 2000, la Tchéquie participe au Tournoi de Hong Kong, en demi-finale les Tchèques disposent du Hong Kong XI, après un match nul (2-2), aux tirs au but. La Tchéquie s'impose en finale face au Mexique (2-1),.
Les Tchèques disputent deux fois le Tournoi de Chypre, en 2002 puis en 2008. lors de leur première participation les Tchèques disposent de la Hongrie en demi-finale (2-0) avant de remporter la finale contre la sélection de Chypre (4-3),. En 2008, la Tchéquie envoie son équipe réserve qui s'incline face à la Grèce B, avant de s'incliner de nouveau face à la Pologne,.
En 2009, la Tchéquie participe à la Coupe internationale des Émirats arabes unis, où elle est vaincue aux tirs au but (3-2) en demi-finale par les Émirats arabes unis, après un match nul (0-0),. La Tchéquie perd ensuite la petite finale contre l'Azerbaïdjan (0-2),,.
| Année     | Class.     | J          | G          | N          | P          | bp         | bc         |
| --------- | ---------- | ---------- | ---------- | ---------- | ---------- | ---------- | ---------- |
| 1996      | 2e         | 2          | 1          | 1          | 0          | 3          | 2          |
| 1998-2000 | Non invité | Non invité | Non invité | Non invité | Non invité | Non invité | Non invité |
| Total     | 0 titre    | 2          | 1          | 1          | 0          | 3          | 2          |

| Année     | Class.     | J | G | N | P | bp | bc |
| --------- | ---------- | - | - | - | - | -- | -- |
| 1978-1997 | Non invité |   |   |   |   |    |    |
| 1998      | 1re        | 2 | 1 | 1 | 0 | 1  | 0  |
| 1999-2009 | Non invité |   |   |   |   |    |    |
| 2011      | 1re        | 2 | 0 | 2 | 0 | 0  | 0  |
| Total     | 2 titres   | 4 | 1 | 3 | 0 | 1  | 0  |

| Année     | Class.     | J          | G          | N          | P          | bp         | bc         |
| --------- | ---------- | ---------- | ---------- | ---------- | ---------- | ---------- | ---------- |
| 1983-1999 | Non invité | Non invité | Non invité | Non invité | Non invité | Non invité | Non invité |
| 2000      | 1re        | 1          | 1          | 0          | 0          | 2          | 1          |
| 2001-2006 | Non invité | Non invité | Non invité | Non invité | Non invité | Non invité | Non invité |
| Total     | 1 titre    | 1          | 1          | 0          | 0          | 2          | 1          |

| Année     | Class.     | J          | G          | N          | P          | bp         | bc         |
| --------- | ---------- | ---------- | ---------- | ---------- | ---------- | ---------- | ---------- |
| 1997-2001 | Non invité | Non invité | Non invité | Non invité | Non invité | Non invité | Non invité |
| 2002      | 1re        | 2          | 2          | 0          | 0          | 6          | 3          |
| 2003-2007 | Non invité | Non invité | Non invité | Non invité | Non invité | Non invité | Non invité |
| 2008      | 4e         | 1          | 0          | 0          | 1          | 0          | 2          |
| 2009      | Non invité | Non invité | Non invité | Non invité | Non invité | Non invité | Non invité |
| Total     | 1 titre    | 3          | 2          | 0          | 1          | 6          | 5          |

| Année | Class.  | J | G | N | P | bp | bc |
| ----- | ------- | - | - | - | - | -- | -- |
| 2009  | 4e      | 2 | 0 | 1 | 1 | 0  | 2  |
| Total | 0 titre | 2 | 0 | 1 | 1 | 0  | 2  |

## Statistiques
Du 23 février 1994 au 17 novembre 2015, l'équipe tchèque a joué 245 matchs pour un bilan de 137 victoires, 49 matchs nuls et 59 défaites. Elle a marqué 457 buts et en a encaissé 228.

### Nations rencontrées
La sélection tchèque, malgré son histoire récente et une seule participation en Coupe du monde, a rencontré 73 autres équipes nationales. Hormis en Océanie, la Tchéquie a joué sur tous les continents, en Afrique à partir de 1996 avec deux matchs amicaux disputés à Casablanca lors du Tournoi Hassan II, en Asie pour la Coupe des confédérations 1997 disputée en Arabie saoudite, et des tournois amicaux à Hong Kong, aux Émirats arabes unis et au Japon, et en Amérique avec un match amical disputé aux États-Unis en 2010.
La Tchéquie a affronté 52 sélections européennes (y compris des sélections défuntes telles que la Serbie-et-Monténégro), en revanche les rencontres contre des sélections non européennes sont beaucoup plus rares, seulement 5 rencontres face à des nations africaines, 12 rencontres contre des nations asiatiques notamment trois face au Japon et deux face à la Corée du Sud et aux Émirats arabes unis, 8 rencontres face à des nations membres de la CONCACAF dont trois face aux États-Unis et deux face au Canada, 7 rencontres disputées contre des pays sud-américains, dont 3 matchs face à l'Uruguay et une rencontre face à une nation membre de l'OFC.

### Adversaires les plus fréquents
L'équipe tchèque a joué au moins 9 matchs contre 10 équipes, toutes européennes. Elle a un bilan positif contre 6 d'entre elles, les Pays-Bas, la Slovaquie, l'Écosse, Malte, la Norvège et la Pologne ; un bilan neutre contre le Danemark ; et un bilan négatif face à l'Allemagne, la Belgique et la Turquie.
L'adversaire le plus fréquent de la Tchéquie est la Slovaquie ; ils sont tous deux d'anciens membres de la Tchécoslovaquie et ont disputé 14 rencontres ; quatre amicales, la première le 8 mai 1995 à Bratislava, la rencontre se solde par un match nul, la dernière fois à Žilina le 31 mars 2015 pour un succès slovaque, et 10 officielles lors des éliminatoires des Coupe du Monde 1998 et 2010 et du Championnat d’Europe 2008, mais aussi en 4 fois en Ligue des nations, lors des éditions 2018-2019 et 2020-2021.
La Tchéquie et la sélection des Pays-Bas se sont affrontées à 12 reprises depuis 1994. Les deux pays se sont rencontrés une seule fois en match amical pour 11 rencontres officielles, six dans lors des phases de qualification pour les Euro 1996 et 2004 et Euro 2016, deux lors des éliminatoires de la Coupe du Monde 2006, ainsi qu'a 3 reprises en phase finale de l'Euro, en 2000 en phase de groupe avec un succès néerlandais, en 2004 avec une revanche tchèque une nouvelle fois au 1er tour puis en 2021 avec une victoire tchèque cette fois en 1/8e de finale.
Lors des 12 rencontres disputées face au Danemark, 7 rencontrent furent officielles pour cinq rencontres amicales, les deux sélections se sont affrontés 3 fois en phase finale d'un Championnat d'Europe pour deux succès tchèques, en phase de groupe en 2000 puis en quart de finale en 2004, et un succès danois en quart de finale en 2021, lors des quatre rencontres disputées lors des éliminatoires des Coupe du monde 2002 et 2014, le bilan est défavorable aux tchèques avec deux matchs nuls et deux défaites.
La Tchéquie a également affronté la Turquie à 12 reprises, dont 5 fois lors de rencontres officielles : 3 fois lors de la dernière journée du 1er tour d'un Euro, en 2008, 2016 et 2024, ainsi qu'à 2 reprises lors des éliminatoires de l'Euro 2016. Lors de ces matchs à enjeu, la Turquie est la bête noire des Tchèques, avec 3 victoires turques lors des dernières journées décisives des Euros concernés précipitant l'élimination prématurée de la Národní tým (dont la défaite spectaculaire et cruelle 2-3 en 2008 alors que les Tchèques menaient 2-0 à un quart d'heure du terme de la rencontre,), et 4 victoires turques sur 5 (les Tchèques ayant gagné 2-1 à l'extérieur et perdu 0-2 à domicile au retour en éliminatoires de l'Euro 2016). Lors des 7 matchs amicaux entre les 2 équipes depuis leur 1re confrontation en 1994, le bilan est favorable à la Tchéquie avec 4 succès, un nul et 2 revers.
| Adversaire | Joués | Victoires | Matchs nuls | Défaites | Buts pour | Buts contre | Différence |
| ---------- | ----- | --------- | ----------- | -------- | --------- | ----------- | ---------- |
| Slovaquie  | 14    | 9         | 2           | 3        | 29        | 12          | +17        |
| Danemark   | 12    | 3         | 6           | 3        | 11        | 10          | +1         |
| Pays-Bas   | 12    | 6         | 3           | 3        | 18        | 14          | +4         |
| Turquie    | 12    | 5         | 1           | 6        | 22        | 17          | +5         |
| Malte      | 11    | 9         | 2           | 0        | 37        | 6           | +31        |
| Écosse     | 10    | 5         | 1           | 4        | 14        | 11          | +3         |
| Pologne    | 10    | 5         | 1           | 4        | 13        | 12          | +1         |
| Allemagne  | 9     | 2         | 0           | 7        | 10        | 16          | -6         |
| Belgique   | 9     | 3         | 2           | 4        | 9         | 10          | -1         |
| Norvège    | 9     | 5         | 3           | 1        | 12        | 9           | +3         |

### Classement FIFA
La Tchéquie a connu son meilleur classement FIFA en atteignant à plusieurs reprises la 2e place, de septembre 1999 à octobre 1999, de décembre 1999 à mai 2000, d'avril 2005 à juin 2005 et de novembre 2005 à mai 2006. Leur plus mauvais classement est une 67e place lors de l’apparition de la Tchéquie dans ce classement en mars 1994 depuis le pire classement des tchèques est une 47e place en octobre 2011.
La Tchéquie a enregistré sa meilleure progression en octobre 1995 avec un gain de 15 places, au cours du mois de décembre 2015, la Tchéquie a enregistré son plus fort recul avec la perte de 9 places au classement mondial. Depuis la création du classement FIFA, le classement moyen de la Tchéquie se situe au 15e rang . La Tchéquie termine l'année 2024 à la 42e place du classement FIFA.
| Année               | 1994 | 1995 | 1996 | 1997 | 1998 | 1999 | 2000 | 2001 | 2002 | 2003 | 2004 | 2005 | 2006 | 2007 | 2008 | 2009 | 2010 | 2011 | 2012 | 2013 | 2014 | 2015 | 2016 | 2017 | 2018 | 2019 | 2020 | 2021 | 2022 | 2023 | 2024 |
| ------------------- | ---- | ---- | ---- | ---- | ---- | ---- | ---- | ---- | ---- | ---- | ---- | ---- | ---- | ---- | ---- | ---- | ---- | ---- | ---- | ---- | ---- | ---- | ---- | ---- | ---- | ---- | ---- | ---- | ---- | ---- | ---- |
| Classement mondial  | 34   | 14   | 5    | 3    | 8    | 2    | 5    | 14   | 15   | 6    | 4    | 2    | 10   | 6    | 11   | 25   | 30   | 33   | 29   | 28   | 17   | 26   | 43   | 48   | 42   | 45   | 42   | 32   | 38   | 39   | 42   |
| Classement européen | 20   | 11   | 3    | 2    | 6    | 1    | 3    | 9    | 11   | 4    | 2    | 1    | 7    | 4    | 9    | 14   | 18   | 20   | 17   | 18   | 11   | 17   | 17   | 23   | 26   | 26   | 23   | 17   | 20   | 22   | 24   |

| Légende du classement mondial : | de 1 à 10 | de 11 à 25 | de 26 à 209 |

| Légende du classement européen : | de 1 à 5 | de 6 à 15 | de 16 à 54 |

### Records
L'équipe tchèque a obtenu une victoire par sept buts d'écart à 4 reprises, le premier de ses 4 succès a lieu le 4 juin 2005 lors du match le plus prolifique de l'histoire du football tchèque, un succès (8-1) face à Andorre lors des éliminatoires de la Coupe du monde 2006, la Tchéquie s'impose par deux fois sur le score de (7-0) face à Saint-Marin, le 7 octobre 2006 lors des éliminatoires de l'Euro 2008 puis le 9 septembre 2009 au cours des éliminatoires de la Coupe du monde 2010, le dernier succès 7-0 date du 11 novembre 2021 lors d'une rencontre amicale disputée à domicile contre le Koweït. Lors des éliminatoires de l'Euro 2021, la Tchéquie connaît le plus large revers de son histoire, à l'extérieur contre l'Angleterre (0-5), surpassant le précédent record (il s'agissait d'un match amical disputé le 1er juin 2018 à Sankt Pölten en Autriche, au cours duquel les Tchèques ont été défaits face à l'Australie sur le score de 0-4). Lors d'un match de la sélection tchèque, la plus grande affluence à domicile est enregistrée le 6 septembre 1994 lors d'un match contre Malte avec 40 000 spectateurs au stade Bazaly d'Ostrava, à l'extérieur la plus grande affluence est enregistrée lors de la finale de l'Euro 1996 face à l'Allemagne à Wembley avec 73 611 spectateurs.
La Tchéquie termine co-meilleur attaque de l'Euro 2004 avec 10 buts marqués. Milan Baroš termine meilleur buteur de la compétition avec 5 buts, Karel Poborský termine meilleur passeur de la compétition avec 4 passes décisives.
Au niveau individuel, c'est le milieu de terrain Karel Poborský avec 118 capes, qui détient à égalité avec le gardien de but Petr Čech, le record d'apparitions sous le maillot tchèque. Jan Koller, avec un total de 55 buts en 91 sélections, reste le meilleur buteur de l'histoire de l'équipe nationale,. Petr Čech est avec ses 118 sélections le joueur en activité le plus expérimenté de la sélection, Tomáš Rosický est quant à lui le meilleur buteur actuellement en sélection.
Lors d'un match amical disputé le 28 avril 1999 face à la Pologne, Jan Polák est devenu à l'âge de 18 ans et 1 mois, le plus jeune joueur de l'histoire de la sélection tchèque, inversement le joueur le plus âgé à porter les couleurs tchèques est Jan Koller, international jusqu’à l'âge de 36 ans et 5 mois, Jan Koller et Milan Baroš sont les deux joueurs tchèques les plus prolifiques en un match, ils sont les seuls à avoir réussi un quadruplé.

## Identité

### Surnoms
L'équipe de Tchéquie dispose de différents surnoms, le plus fréquemment utilisé est Národní tým (en français : « L’équipe nationale »),,, l'équipe nationale est également surnommée Reprezentace, (en français : « Représentation »), Lokomotiva, (en français : « Locomotive ») mais encore Cesti Lvi (en français : « Les lions tchèques »).

### Couleurs

Drapeau de la Tchéquie.
Armoiries de la Tchéquie.

Depuis les débuts de la sélection de Tchéquie en 1994, le maillot tchèque est fourni par l'équipementier allemand Puma,. Le 2 juin 2006, Puma et la fédération tchèque annoncent la prolongation de leur contrat jusqu'en 2010, le 3 mars 2010 ce contrat est prolongé jusqu'en 2012 en septembre 2014 ce contrat est prolongé pour deux nouvelles saisons. Les couleurs traditionnelles des  maillots de l'équipe nationale tchèque sont celle du drapeau national le rouge, le blanc et le bleu.
À l'origine les couleurs de l’équipement tchécoslovaques sont repris à savoir un maillot rouge, un short blanc et des chaussettes bleu, lors du mondial 2006, le maillot domicile est effectivement rouge, les couleurs du short et des chaussettes sont inversés, le short est bleu, les chaussettes blanches et bleues, ces dernières années l'équipement domicile a évolué, il est entièrement rouge,, concernant la tenue extérieur elle est entièrement blanche.
Des débuts en 1994 jusqu'en 2010, les joueurs tchèques portaient sur leur maillot à côté du logo du sponsor technique les armoiries de la Tchéquie, ce blason est composé de ceux de la Bohême, de la Moravie et de la Silésie, les régions formant la Tchéquie, désormais le nouveau logo de la fédération tchèque est présent sur le maillot, n'est présent seulement le lion blanc de la Bohême, ce logo a été choisi par les fans de la Tchéquie lors d'une consultation sur internet. Sur le maillot lors de la Coupe du Monde 2006 puis de 2014 à 2016 apparait en impression le lion de la Bohême.

### Logos

Logo jusqu'en 2022.
Logo depuis 2022.